# Biblioteca de Alejandría
La Biblioteca de Alejandría (en griego antiguo: Βιβλιοθήκη τῆς Ἀλεξάνδρειας; en latín: Bibliotheca Alexandrina) fue una de las bibliotecas más importantes y prestigiosas, así como uno de los mayores centros de difusión del conocimiento en la Antigüedad. Instituida en el siglo III a. C. en el complejo palaciego de la ciudad de Alejandría durante el período helenístico del Antiguo Egipto, la biblioteca formaba parte de una institución de investigación conocida como Museion, que estaba dedicada a las musas, las nueve diosas de las artes. La idea de su creación puede haber sido una propuesta de Demetrio de Falero, un estadista ateniense exiliado, al sátrapa de Egipto y fundador de la dinastía ptolemaica, Ptolomeo I Sóter, quien, al igual que su predecesor, Alejandro Magno, intentaba promover la difusión de la cultura helénica. Sin embargo, probablemente no fue construida hasta el reinado de su hijo, Ptolomeo II Filadelfo. Poco después de su fundación, se abrió una segunda biblioteca análoga a la principal, aunque más pequeña. Se adquirieron un gran número de rollos de papiro gracias, sobre todo, a las políticas agresivas y bien financiadas de los reyes ptolemaicos para la obtención de textos. No se sabe con exactitud cuántas obras componían sus fondos, pero se estima que la principal albergaba cuatrocientos noventa mil volúmenes literarios, académicos y religiosos y la segunda cerca de cuarenta y tres mil. Estas bibliotecas crecieron tanto que, durante el reinado de Ptolomeo III Evergetes, se creó una dependencia de las mismas en el Serapeum de Alejandría.
Además de servir como una demostración del poder de los gobernantes ptolemaicos, desempeñó un papel importante en el desarrollo de Alejandría como sucesora de Atenas como centro promotor de la cultura griega. En ella trabajaron numerosos eruditos importantes e influyentes, en particular Zenódoto de Éfeso, que trató de normalizar los textos de los poemas homéricos y elaboró el registro más antiguo del que se tiene conocimiento de la utilización del orden alfabético como método de organización; Calímaco, que escribió los Pinakes, probablemente el primer catálogo de biblioteca del mundo; Apolonio de Rodas, que compuso el poema épico las Argonáuticas; Eratóstenes de Cirene, que calculó por primera vez, con una precisión sorprendente para la época, la circunferencia de la Tierra; Aristófanes de Bizancio, que sistematizó la puntuación, pronunciación y acentuación del griego; o Aristarco de Samotracia, que redactó los textos definitivos de los poemas homéricos y extensos comentarios sobre los mismos. También existen referencias de que la comunidad de la biblioteca y el Museion también habría contado temporalmente con otras numerosas figuras que contribuyeron decisivamente al conocimiento, como Arquímedes y Euclides.
A pesar de la creencia moderna generalizada de que la biblioteca fue incendiada y destruida de forma catastrófica en su apogeo, en realidad fue decayendo gradualmente a lo largo de varios siglos, en un proceso que se inició con la purga de intelectuales de Alejandría en el año 145 a. C., durante el reinado de Ptolomeo VIII, lo que dio lugar a que Aristarco de Samotracia, el bibliotecario, abandonara su puesto y se exiliara en Chipre y que otros eruditos, como Dionisio de Tracia y Apolodoro de Atenas, huyeran a otras ciudades. La biblioteca, o parte de su fondo, fue incendiada accidentalmente por Julio César en el año 48 a. C., durante la segunda guerra civil de la República romana, pero no está claro en qué medida fue realmente destruida, ya que las fuentes indican que sobrevivió o fue reconstruida poco después. El geógrafo Estrabón menciona haber frecuentado el Museion alrededor del año 20 a. C. y la profusa producción académica de Dídimo de Alejandría de esa época indica que tuvo acceso a al menos parte de los recursos de la biblioteca. Bajo control romano perdió vitalidad por falta de fondos y apoyo y a partir del año 260 d. C. no se tiene conocimiento de intelectuales vinculados a ella. Entre los años 270 y 275 d. C. la ciudad de Alejandría sufrió disturbios que probablemente destruyeron lo que quedaba de la biblioteca, si es que todavía existía, pero la del Serapeum pudo haber sobrevivido más tiempo, tal vez hasta el año 391 d. C., cuando el papa copto Teófilo I instigó el vandalismo y la demolición del Serapeum en su campaña de destrucción de templos paganos.
La Biblioteca de Alejandría fue más que un repositorio de obras, y durante siglos constituyó un destacado centro de actividad intelectual. Su influencia se hizo sentir en todo el mundo helénico, no solo a través de la puesta en valor del conocimiento escrito, que condujo a la creación de otras bibliotecas inspiradas en ella y a la proliferación de manuscritos, sino también a través de la labor de sus eruditos en numerosas áreas del conocimiento. Las teorías y modelos desarrollados por la comunidad de la biblioteca continuaron influyendo en la ciencia, la literatura y la filosofía hasta por lo menos el Renacimiento. Su legado ha tenido efectos que llegan hasta nuestros días, y puede considerarse un arquetipo de la biblioteca universal, del ideal de la conservación del conocimiento y de la fragilidad de ese conocimiento. La Biblioteca y el Museion han contribuido a distanciar a la ciencia de corrientes específicas de pensamiento y, sobre todo, a demostrar que la investigación académica puede contribuir a resolver los problemas prácticos y a las necesidades materiales de las sociedades y los gobiernos.

## Orígenes

### Contexto histórico

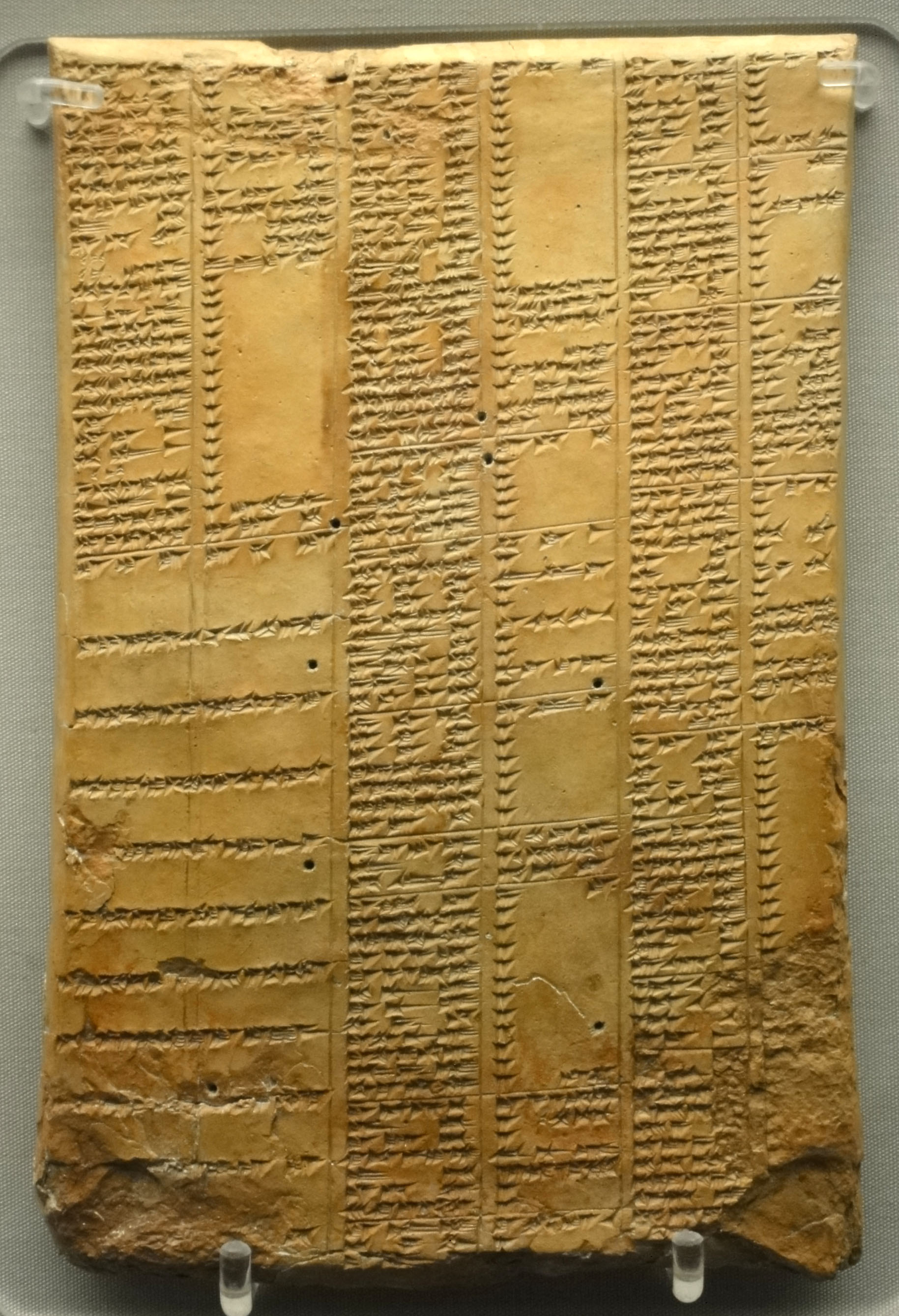
Estela de la Biblioteca de Asurbanipal que contiene listas de sinónimos. La Biblioteca de Alejandría formaba parte de una tradición de grandes bibliotecas en Grecia y el Oriente Próximo.

La Biblioteca de Alejandría no fue la primera de su tipo, ya que formaba parte de una larga tradición de bibliotecas que existía tanto en la Antigua Grecia como en el Oriente Próximo. El primer testimonio de acumulación de documentos escritos proviene de la ciudad-estado sumeria de Uruk, hacia el año 3400 a. C., cuando la escritura apenas había comenzado a desarrollarse; la preservación de textos literarios comenzó hacia el año 2500 a. C. Varios reinos e imperios posteriores del antiguo Oriente Próximo desarrollaron políticas de colección de obras. Los antiguos hititas y asirios tenían grandes archivos que contenían documentos en varios idiomas; la biblioteca más famosa del antiguo Oriente Próximo era la Biblioteca de Nínive, fundada entre los años 668 y 627 a. C. por el rey asirio Asurbanipal. También existió una gran biblioteca en Babilonia durante el reinado de Nabucodonosor II (r. 605-562 a. C.), y en Grecia se afirmaba que el tirano ateniense Pisístrato fundó la primera gran biblioteca pública en el siglo VI a. C. Sin embargo, la proliferación de bibliotecas en el mundo de cultura helénica llegó relativamente tarde, probablemente no mucho antes del siglo IV a. C., y fue a partir de esa herencia de bibliotecas griegas y del Oriente Próximo de donde surgió la idea de una biblioteca en Alejandría.
Alejandro Magno y sus sucesores macedonios trataron de difundir la cultura helénica y su conocimiento en los territorios bajo su dominio, porque la apreciaban y también con el objetivo de imponer su influencia a través de la cultura. Alejandro y sus sucesores también creían que su proyecto de conquista de otros territorios y pueblos implicaba comprender su cultura y su lengua, a través del estudio de sus textos. De este doble objetivo surgirían bibliotecas universales, que contarían con textos de diversas disciplinas y que provendrían de distintos idiomas. Además, los gobernantes posteriores a Alejandro buscaban legitimar su posición como sus sucesores, y vieron a las bibliotecas como una forma de aumentar el prestigio de sus ciudades, atraer a eruditos extranjeros y recibir asistencia práctica en asuntos de gobierno. Por estas razones, todos los grandes centros urbanos helénicos contarían con una biblioteca real, y los territorios bajo el control de los sucesores de Alejandro fueron testigos del nacimiento de algunas de las bibliotecas más ricas de la Antigüedad.
Sin embargo la Biblioteca de Alejandría era única debido a la magnitud de las ambiciones de la dinastía ptolemaica, pues a diferencia de sus predecesores y contemporáneos, los monarcas ptolemaicos pretendían ser depositarios de todo el conocimiento humano. A través de la acumulación de este conocimiento y, potencialmente, de su monopolio, buscaron diferenciarse de los demás sucesores de Alejandro y liderarlos en los ámbitos cultural y político. Con el tiempo, la Biblioteca contribuirá decisivamente a hacer de Alejandría el principal centro intelectual del mundo helénico.

### Planificación
Aunque esta biblioteca fue una de las más grandes e importantes del mundo antiguo, las fuentes de información sobre ella son escasas y a veces contradictorias, y gran parte de lo que se ha escrito sobre ella mezcla leyendas y hechos históricos. La primera fuente documentada sobre su creación es la seudoepígrafa Carta de Aristeas, escrita entre los años 180 y 145 a. C., en la que se afirma que fue fundada en la ciudad de Alejandría durante el reinado de Ptolomeo I Sóter (r. 323-283 a. C.), y que fue planificada inicialmente por Demetrio de Falero, un estudioso de Aristóteles exiliado de Atenas que había buscado refugio en la corte ptolemaica de Alejandría. Sin embargo esta carta es considerablemente posterior a ese período y contiene información que actualmente se sabe que es inexacta o muy discutida, como la afirmación de que la Septuaginta se elaboró en la biblioteca.

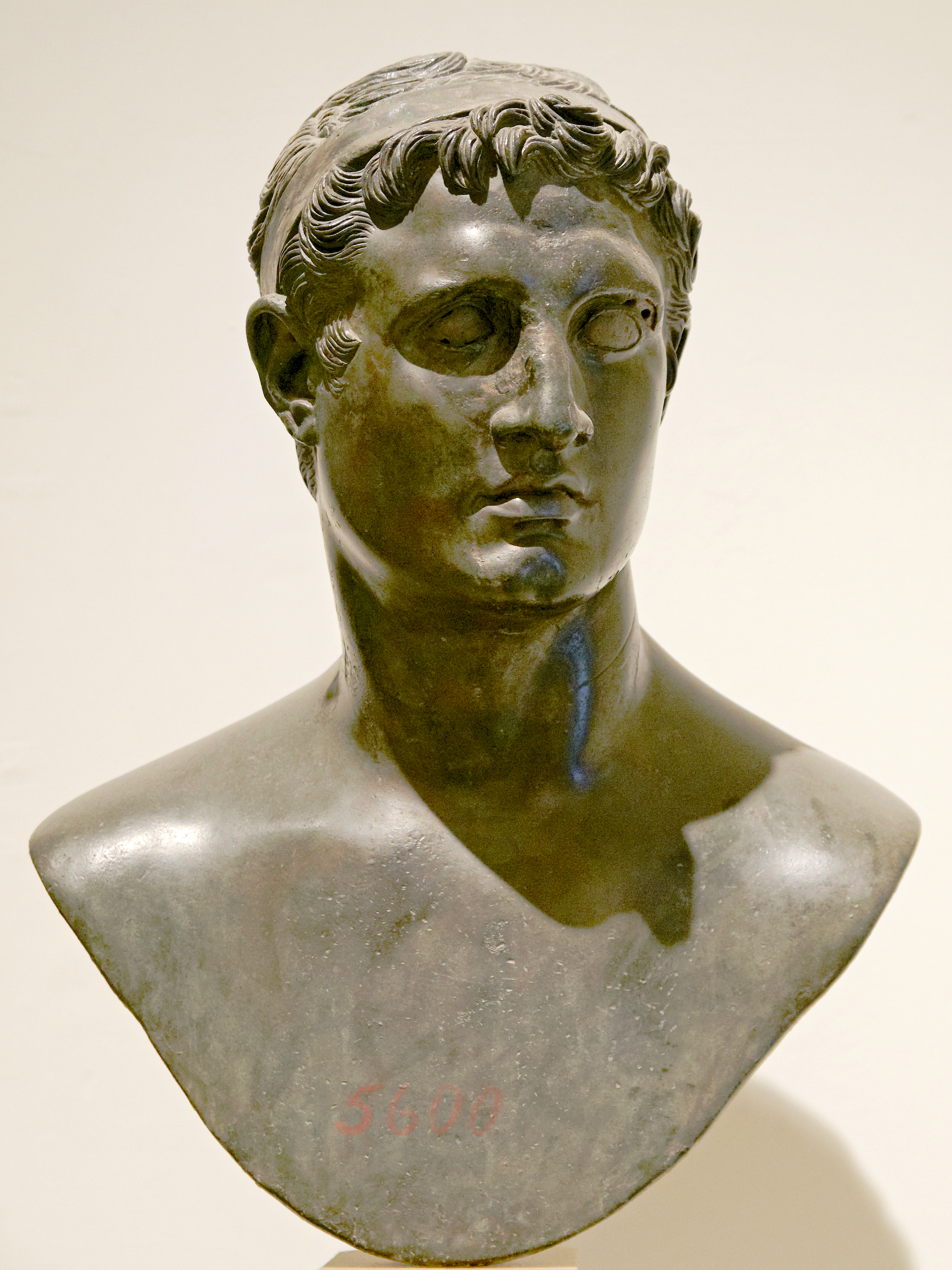
Busto de Ptolomeo II Filadelfo, que se cree que fue el que estableció la Biblioteca como tal, aunque los planes para llevarla a cabo pueden haber sido desarrollados por su padre, Ptolomeo I Sóter.

Otras fuentes afirman que la Biblioteca fue creada bajo el reinado de su hijo, Ptolomeo II Filadelfo, que reinó entre 283 y 246 a. C., y de hecho la mayoría de los estudiosos contemporáneos están de acuerdo en que, si bien es posible que Ptolomeo I sentara las bases para su establecimiento, es probable que solo se creó como institución física durante el reinado de Ptolomeo II. Para entonces, Demetrio de Falero había caído en desgracia ante la corte ptolemaica y no habría podido desempeñar ningún papel en el establecimiento de la Biblioteca como institución, si bien los historiadores consideran que es muy probable que desempeñara un papel importante en el acopio de los primeros textos que pasarían a formar parte de los fondos de la biblioteca. Es posible que alrededor del año 295 a. C., Demetrio adquiriera originales o reproducciones de primer orden de los escritos de Aristóteles y Teofrasto ya que, siendo un ilustre miembro de la escuela peripatética, su posición le permitiría un acceso privilegiado a estos textos.
Independientemente del período exacto de su creación, parece relativamente claro que Aristóteles y su Liceo de Atenas, que albergaba la escuela peripatética, ejercieron una gran influencia en la organización de la biblioteca y de las demás instituciones intelectuales de la corte ptolemaica de Alejandría, sin duda debido a la influencia de Demetrio de Falero, pero también al hecho de que Ptolomeo II fue educado por Estratón de Lámpsaco, miembro de la escuela peripatética y posteriormente director del Liceo, además de que Aristóteles había sido el tutor del joven Alejandro Magno y la creación de una institución inspirada en el Liceo aristotélico ofrecería a la dinastía ptolemaica una oportunidad adicional para justificar sus pretensiones como sucesores de Alejandro. Se sabe que la biblioteca se construyó en el Brucheion, el complejo palaciego de Alejandría, al estilo del Liceo. El lugar elegido para su construcción estaba junto al Museion —en griego antiguo: Μουσεῖον, lit. 'templo de las musas'—, la institución de la que dependería la Biblioteca. Se desconoce el diseño exacto de la biblioteca, pero se ha propuesto que la Biblioteca de Pérgamo, construida unas décadas después, habría replicado su arquitectura. De ser así, habría contado con salas en línea, frente a una columnata por la que los lectores podrían caminar al aire libre. Fuentes antiguas describen la Biblioteca de Alejandría con columnas griegas, paseos, una dependencia colectiva para comer, una sala de lectura, salas de reuniones, jardines y aulas, un modelo que la aproximaría a un campus universitario moderno. Una dependencia contenía estanterías o depósitos —en griego antiguo: θήκη, romanizado: thēke— para los fondos de rollos de papiro —en griego antiguo: βιβλίον, romanizado: biblíon— que se conocía como la biblioteca propiamente dicha —en griego antiguo: βιβλιοθῆκαι, romanizado: bibliothēkai—. Según el historiador Hecateo de Abdera, que probablemente la visitó en su fase inicial, una inscripción sobre las estanterías decía «El lugar de la curación del alma» —en griego antiguo: ψυχῆς ἰατρείον, romanizado: psychés iatreíon—.

Mapa de la antigua Alejandría. El Museion estaba situado en la zona palaciega (marcada en el mapa con el n.º9, en la parte central de la ciudad.

Aunque se sabe poco sobre la estructura de la biblioteca, del Museion se conservan más testimonios y se sabe que era una institución de investigación, aunque oficialmente era una institución religiosa administrada por un sacerdote nombrado por el rey, del mismo modo que los sacerdotes administraban otros templos. Además de conservar obras del pasado en la biblioteca, el Museion también acogió a numerosos eruditos, poetas, filósofos e investigadores internacionales que, según el geógrafo griego Estrabón en el siglo I a. C.., recibían un salario elevado, comida y alojamiento gratuitos y exención de impuestos. Según el especialista en estudios clásicos estadounidense Lionel Casson la idea subyacente en la organización del Museion era que si los estudiosos se liberaban de los lastres de la vida cotidiana, podrían dedicar más tiempo a la investigación y a las actividades intelectuales. Estrabón denominó al grupo de estudiosos que vivían en el Museion «comunidad» —en griego antiguo: σύνοδος, romanizado: súnodos—, un grupo que, en el año 283 a. C., puede haber estado compuesto por entre treinta y cincuenta eruditos.
El Museion contaba con numerosas aulas en las que se pretendía que los académicos, al menos ocasionalmente, enseñaran a los alumnos; un gran refectorio circular con un techo alto y abovedado en el que los alumnos y los investigadores se reunían para comer juntos; un santuario dedicado a las musas, que era el museion propiamente dicho y el lugar que los investigadores visitaban en busca de inspiración artística, científica o filosófica (Mouseîon es el origen de la palabra «museo»); además de un paseo, una galería y paredes con coloridas pinturas; y probablemente jardines y un observatorio. Hay indicios de que Ptolomeo II tenía un gran interés en la zoología, y al menos una fuente menciona que el Museion habría albergado un zoológico con animales exóticos.

### Organización y expansión inicial
Los gobernantes ptolemaicos pretendían que la biblioteca reuniera el conocimiento de «todos los pueblos de la tierra» y se esforzaron por ampliar su fondo mediante una política agresiva y bien financiada de compra de documentos. Enviaban a los agentes reales con grandes sumas de dinero, ordenándoles que adquirieran tantos textos como les fuera posible, de cualquier autor y sobre cualquier tema.

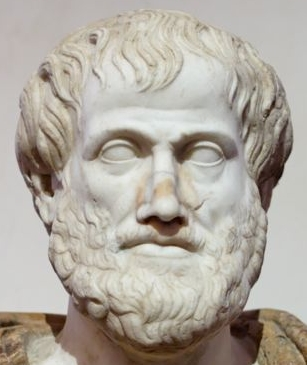
Posiblemente al menos parte de las obras del Liceo de Aristóteles fue adquirida por la Biblioteca de Alejandría.

Se preferían las copias más antiguas de los textos antes que las más recientes, porque se suponía que las copias más antiguas eran el resultado de un menor número de transcripciones y, por lo tanto, tendían a ofrecer un contenido más acorde con el original escrito por el autor. Esta política requería viajar a los mercados de libros de Rodas y Atenas, y es posible que la biblioteca adquiriera toda o al menos parte de la colección de obras del Liceo de Aristóteles. La biblioteca se centró particularmente en la adquisición de manuscritos de los poemas homéricos, que constituían la base de la educación griega y que eran reverenciados por encima de todos los demás poemas, y finalmente consiguió adquirir numerosos manuscritos de estos poemas, que estaban marcados individualmente con etiquetas que indicaban sus orígenes.
Además de con la compra de obras, sus fondos también se nutrieron del trabajo de copistas y traductores. Según el historiador bizantino Juan Tzetzes se contrataron traductores extranjeros que hablaban muy bien el griego para traducir los textos vendidos o prestados a la biblioteca por gobiernos extranjeros. Según Galeno, un decreto de Ptolomeo II dispuso que todo libro que se encontrara en un navío que atracara en Alejandría debía ser llevado a la biblioteca, donde sería copiado por los escribas oficiales. Las copias se entregaban a los propietarios y los textos originales se conservaban en la biblioteca, con la anotación «de las naves». También según Galeno, la ambiciosa política de adquisiciones de la dinastía ptolemaica propició la competencia de otras bibliotecas y provocó la inflación de los precios de las obras y la proliferación de falsificaciones.
Junto a la actividad de coleccionar, custodiar y reproducir textos Antiguos, el Museo donde se alojaba la biblioteca también se dedicaba a servir como lugar de puesta en común para eruditos plurinacionales, poetas, filósofos e investigadores, quienes, según el geógrafo griego Estrabón, disponían de generosos salarios, comida y alojamiento gratuitos, y estaban exentos del pago de impuestos. Tenían un comedor amplio y de techo abovedado alto en donde comían en grupo la mayoría de las veces. También existían numerosas aulas en las que los eruditos enseñaban a estudiantes de manera ocasional, al menos. Ptolomeo II Filadelfo tenía un especial interés en la zoología, por lo que se ha especulado que el Museo incluso pudo haber albergado un zoológico con animales exóticos.
Según el erudito clásico Lionel Casson, se creía que si los eruditos eran librados de todas las dificultades de la vida cotidiana podrían dedicar más tiempo a la investigación y otras actividades intelectuales. Estrabón llamó σύνοδος (synodos, «comunidad») al grupo de eruditos que vivían en el Museo. En una época tan temprana como lo es el año 283 a. C., podrían haber sido alrededor de entre treinta y cincuenta los sabios en este grupo.

## Durante la dinastía ptolemaica

### Primeros tiempos
Las actividades y los fondos de la Biblioteca de Alejandría no se limitaban a una escuela filosófica, de pensamiento o religión en particular y los eruditos que estudiaban en ella gozaban de una considerable libertad académica. Sin embargo, estaban sujetos a la autoridad del rey y a lo que la corte ptolemaica consideraba aceptable. Un relato, probablemente apócrifo, cuenta la historia de un poeta llamado Sótades, que escribió un epigrama obsceno satirizando a Ptolomeo II por casarse con su hermana, Arsínoe II; Ptolomeo II lo hizo arrestar y, tras escapar y ser capturado de nuevo, lo confinó en un ataúd de plomo y lo arrojó al mar. A diferencia del Museion, que estaba dirigido por un sacerdote, al frente de la biblioteca estaba un erudito que actuaba como bibliotecario y tutor del heredero del rey.
Dado que en la actualidad se cree que Demetrio de Falero no trabajó de forma directa en la biblioteca, su primer bibliotecario del que existe constancia fue Zenódoto de Éfeso, que vivió entre c. 325 y c. 270 a. C. Especialista en Homero, Zenódoto elaboró las primeras ediciones críticas de la Ilíada y la Odisea. Aunque criticado por la calidad de sus obras, se le atribuye un papel fundamental en la historia de los estudios homéricos, ya que tuvo acceso a textos que luego se perdieron y realizó contribuciones definitivas al establecer patrones de texto para los poemas homéricos y los primeros poetas líricos griegos. La mayor parte de lo que se sabe de él proviene de comentarios posteriores que mencionan pasajes específicos, pero Zenódoto también es famoso por haber escrito un glosario de palabras raras e inusuales, que fue organizado en orden alfabético, lo que lo convierte en la primera persona conocida en emplear este método de organización. Dado que los fondos de la Biblioteca de Alejandría parece que se organizaron en orden alfabético desde los primeros años, por la primera letra del nombre del autor, es muy probable que Zenódoto los organizara de esta manera. Sin embargo su sistema de organización solo utilizaba la primera letra de cada palabra, y los registros históricos indican que no fue hasta el siglo II cuando este método también consideró las demás letras de los vocablos.

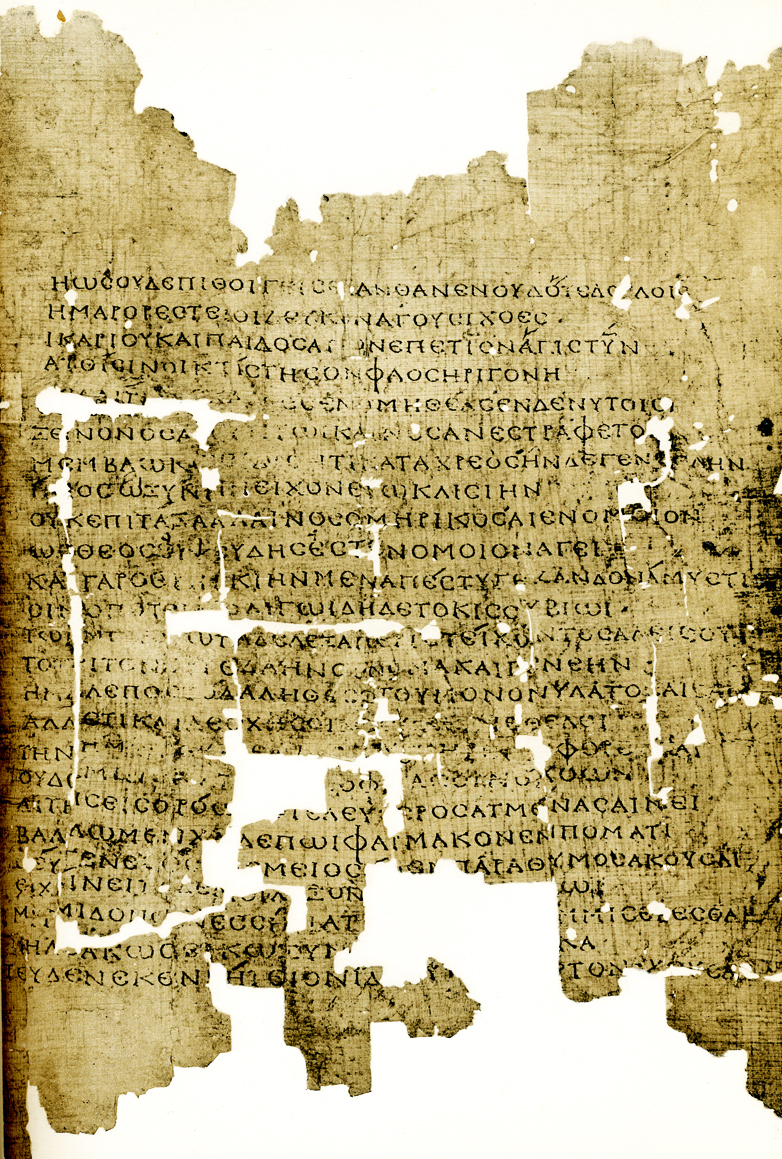
Uno de los papiros de Oxirrinco, que contiene un texto de Calímaco.

En esa época es probable que la biblioteca ofreciera sus servicios a Euclides, que había llegado a Alejandría por invitación de Demetrio de Falero y que estaba en proceso de completar su mayor obra, los Elementos. También por entonces el erudito y poeta Calímaco compiló los Pinakes —en griego antiguo: Πίνακες, lit. 'tablas'—, compuestos por 120 volúmenes con una lista de autores y sus respectivas obras conocidas, y que muy probablemente se convirtieron en el instrumento utilizado para catalogar los cuantiosos fondos de la biblioteca. A veces considerado el «poeta-académico por excelencia» y reconocido por haber utilizado por primera vez que se tenga conocimiento el dístico elegíaco, Calímaco adquirió notoriedad sobre todo gracias a la elaboración de este documento. Aunque los Pinakes no sobrevivieron hasta nuestros días, fragmentos y referencias a esta obra permitieron a los estudiosos reconstruir su estructura básica. Estaban divididos en secciones, cada una de las cuales contenía referencias a autores de un determinado género de texto. Su división básica era entre autores de poesía y prosa y cada sección se dividía en subsecciones que listaba autores en orden alfabético, y los registros de los autores incluían sus nombres, los de sus padres, sus lugares de nacimiento y otra breve información biográfica, como los apellidos con los que se les conocía, seguidos de listas de sus obras conocidas. La información sobre autores prolíficos como Esquilo, Eurípides, Sófocles y Teofrasto debe haber sido muy extensa, con múltiples columnas de texto. Este trabajo de selección, categorización y organización de los clásicos griegos ha influido desde entonces no solo en la estructura con la que se conocen estas obras, sino también en innumerables obras publicadas posteriormente. Por ello, Calímaco ha sido definido como el «padre de la biblioteconomía» y «una de las personalidades más importantes del mundo antiguo»; aunque realizó su obra más famosa en la Biblioteca de Alejandría nunca fue su bibliotecario.
Después de la muerte o el retiro de Zenódoto, Ptolomeo II nombró como segundo bibliotecario y tutor de su hijo, el futuro Ptolomeo III Evergetes, a Apolonio de Rodas, aparentemente un discípulo de Calímaco y natural de Alejandría. Se le conoce sobre todo como el autor del poema épico las Argonáuticas, que trata de las aventuras de Jasón y los argonautas en busca del vellocino de oro. Este poema, cuyo texto completo ha sobrevivido hasta nuestros días, muestra el vasto conocimiento de Apolonio sobre literatura e historia, y hace alusión a una extensa variedad de acontecimientos y textos, a la vez que imita el estilo de los poemas homéricos. Se convirtió en un personaje de gran influencia en los siglos siguientes, que sirvió como modelo de autores como Virgilio o Valerio Flaco.
Aunque Apolonio es más reconocido como poeta, también han sobrevivido hasta nuestros días algunos fragmentos de sus escritos científicos. Durante su mandato probablemente convivió con el matemático e inventor Arquímedes, que pasó algunos años en Egipto y que existen constancia de que realizó investigaciones en la biblioteca. Se dice que en esa época Arquímedes observó los ascensos y descensos del caudal del Nilo, lo que le llevó a inventar el dispositivo gavimético conocido como tornillo de Arquímedes, un aparato para transportar el agua desde los lechos bajos hasta las acequias de irrigación. Según dos biografías tardías, Apolonio de Rodas finalmente renunció a su puesto de bibliotecario y se exilió voluntariamente en la isla de Rodas, tras la hostil recepción que recibió en Alejandría su Argonáuticas, especialmente por parte de Calímaco. Sin embargo algunos autores consideran más probable que la dimisión de Apolonio fuera en realidad causada por la ascensión al trono de Ptolomeo III en el año 246 a. C.

### Funcionamiento posterior y expansión

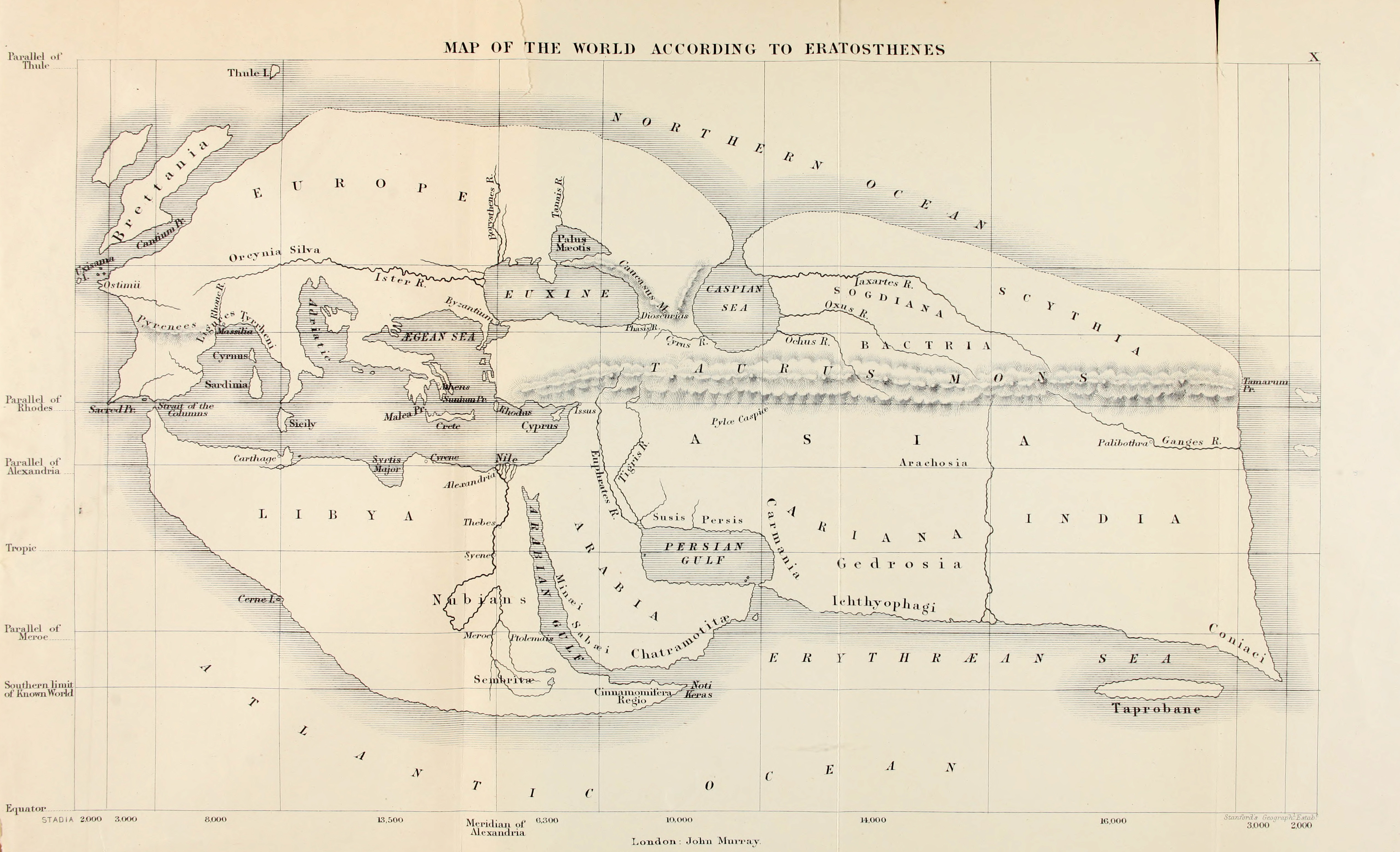
Reconstrucción del del mapa realizado por Eratóstenes, que mostraba el mundo conocido por entonces (c. 194 a. C.).

Aunque su tercer bibliotecario, Eratóstenes de Cirene, era un destacado hombre de letras, hoy en día es más conocido por su trabajo científico y por haber contribuido en gran medida al avance de la geografía como disciplina científica. La obra más importante de este erudito, que vivió aproximadamente entre 280 y 194 a. C., fue el tratado de geografía general Geographica —en griego antiguo: Γεωγραφικά, romanizado: Geografiká—, originalmente escrito en tres volúmenes. La obra en sí no sobrevivió, pero muchos fragmentos se conservaron a través de citas en los escritos posteriores del geógrafo Estrabón. Eratóstenes fue el primer erudito en aplicar las matemáticas a la geografía y la cartografía, y en su tratado Sobre la medida de la Tierra calculó la circunferencia de nuestro planeta con gran precisión para la época, con una diferencia de tan solo unos pocos cientos de kilómetros. Consideraba que el escenario de los poemas homéricos era puramente imaginario, y argumentaba que el propósito de la poesía era «cautivar el alma», no ofrecer una narración históricamente exacta de sucesos reales. Estrabón lo cita diciendo con sarcasmo que «un hombre encontraría los lugares de las peregrinaciones de Ulises el día que se encontrara con un artesano que supiera coser pieles de cabra en los vientos». Para elaborar un mapa de todo el mundo conocido, Eratóstenes incorporó información extraída de obras de no ficción depositadas en la biblioteca, como los relatos de las campañas de Alejandro Magno en el subcontinente indio y de las expediciones ptolemaicas de cacería de elefantes a lo largo de la costa de África oriental.
Se afirma que Eratóstenes permaneció en el cargo durante cuarenta años, y durante su mandato otros eruditos de la Biblioteca de Alejandría se interesaron en temas científicos. Arquímedes dedicó dos de sus obras a Eratóstenes, y el astrónomo Aristarco de Samos introdujo la idea del heliocentrismo. Su contemporáneo Baqueo de Tanagra editó y comentó los Tratados hipocráticos, y los médicos Herófilo de Calcedonia (c. 335-280 a. C.) y Erasístrato (c. 304-250 a. C.) estudiaron la anatomía y la fisiología humanas, aunque sus estudios se vieron obstaculizados por las protestas en contra de la disección de cadáveres humanos, que se consideraba inmoral.
Según Galeno, en esa época Ptolomeo III solicitó a los atenienses el préstamo de manuscritos originales de Esquilo, Sófocles y Eurípides, aunque los atenienses exigieron la enorme cantidad de quince talentos (unos 450 kg) de un metal precioso como garantía de que se los devolverían; Ptolomeo III mandó realizar copias de estas obras en papiro de la más alta calidad y las envió a los atenienses, conservando los manuscritos originales en la biblioteca y permitiéndoles que se quedaran los talentos de metal. Esta historia ilustra la vehemencia de la política ptolemaica de adquisición de obras, además del poder de Alejandría en la época, debido sobre todo al puerto que habían construido y que acogía el comercio de Oriente y Occidente, y que pronto se convirtió en un centro internacional de comercio y en el principal productor de papiros y manuscritos. A medida que los fondos de la biblioteca se fueron ampliando se fue quedando sin espacio para albergarlos, por lo que durante el reinado de Ptolomeo III parte de estos fondos se trasladó a una biblioteca filial en el Serapeum de Alejandría, un templo dedicado al dios grecoegipcio Serapis situado en las inmediaciones del palacio real. Sin embargo, los escritos de la época señalan que la biblioteca del Serapeum era mucho más pequeña.

### Apogeo

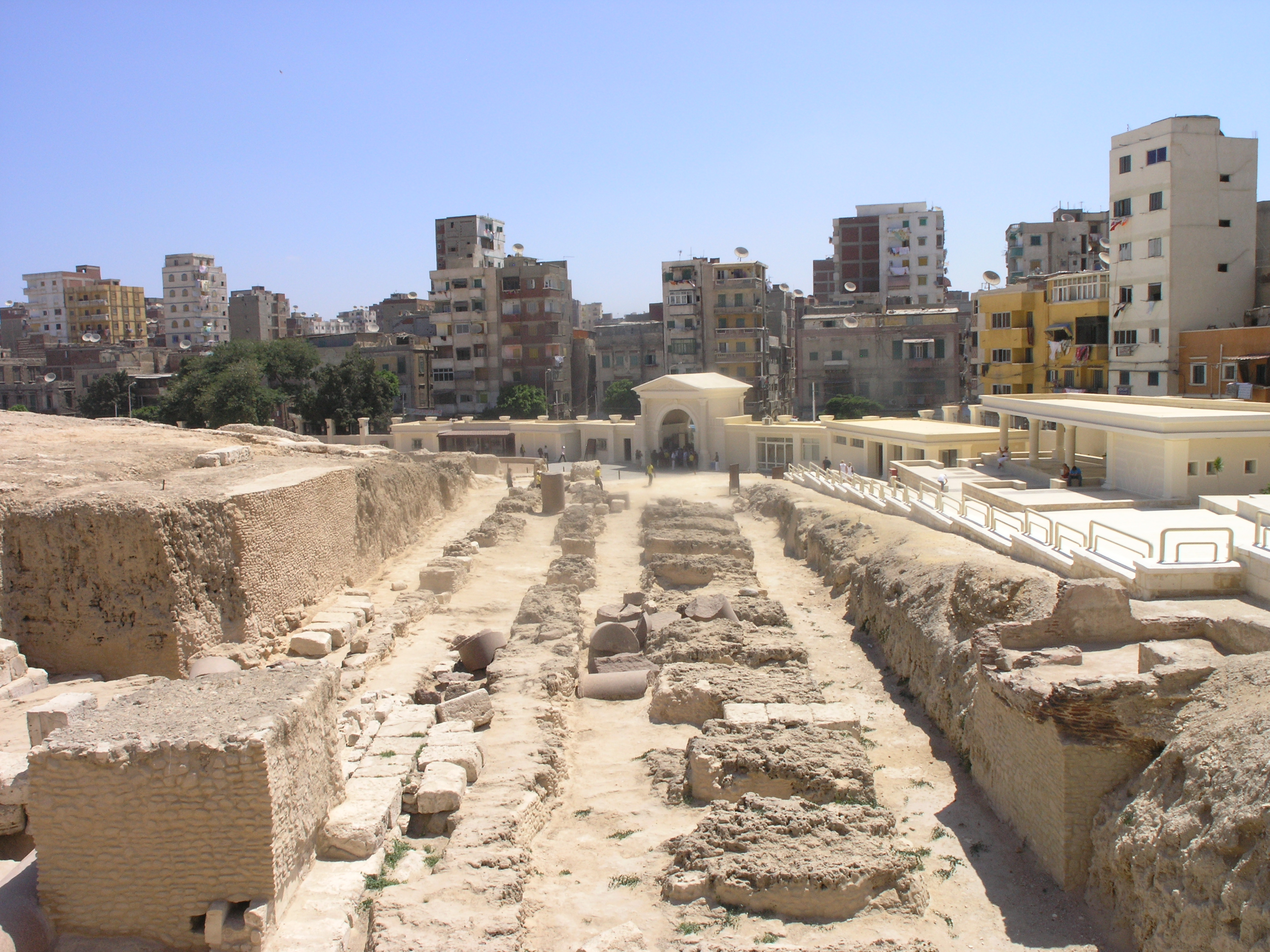
Ruinas del Serapeum, donde la Biblioteca de Alejandría trasladó parte de sus fondos.

Aristófanes de Bizancio se convirtió en el cuarto director de la biblioteca alrededor del año 200 a. C. Según una leyenda del escritor romano Vitruvio, Aristófanes fue uno de los siete jueces nombrados para un concurso de poesía organizado por Ptolomeo III. Mientras que los otros seis jueces favorecieron a un competidor, Aristófanes se decantó por el que menos le había gustado al público, aduciendo que los demás habían cometido plagio y por lo tanto debían ser descalificados. El rey le exigió que lo probara y Aristófanes buscó en la biblioteca los textos que los autores habían plagiado, localizándolos de memoria, por lo que gracias a su impresionante memoria y diligencia, Ptolomeo III lo nombró bibliotecario.
Su mandato está considerado como el inicio de una fase más madura en la historia de la Biblioteca de Alejandría. Durante esta etapa la crítica literaria alcanzó su punto álgido y llegó a dominar la producción académica de la biblioteca. Aristófanes editó textos poéticos e introdujo la división de los poemas, que anteriormente estaban escritos en prosa, en líneas separadas en la página. También inventó los signos diacríticos para el alfabeto griego, escribió importantes obras sobre lexicografía e introdujo una serie de señas para la crítica textual. Escribió la introducción de muchas obras, algunas de las cuales sobrevivieron parcialmente a través de versiones reescritas.
El quinto bibliotecario fue Apolonio, conocido por el epíteto «Eidógrafo» —en griego antiguo: εἰδογράφος, romanizado: eidográfos, lit. 'clasificador de géneros [literarios]'—. Una fuente lexicográfica tardía explica que este epíteto se refiere a la clasificación de la poesía basada en formas musicales. A principios del siglo II a. C., varios miembros de la biblioteca se dedicaron al estudio de la medicina. A Zeuxis de Tarento se le atribuyen comentarios sobre los Tratados hipocráticos y trabajó activamente para conseguir textos médicos para el fondo de la biblioteca, y un erudito llamado Ptolomeo Epithetes escribió un tratado sobre las heridas en los poemas homéricos, un tema que se inscribe en el marco tanto de la filología tradicional y la medicina. En esa época y tras la batalla de Rafia en 217 a. C., el poder político del Egipto ptolemaico comenzó a decaer y a volverse cada vez más inestable; las revueltas de sectores de la población egipcia se multiplicaron y en la primera mitad del siglo II a. C.. , la conexión con el Alto Egipto se vio seriamente mermada. Los gobernantes ptolemaicos también comenzaron a hacer énfasis en la faceta egipcia de su nación más que en la griega, por lo que muchos eruditos griegos comenzaron a abandonar Alejandría en busca de países más seguros y de mecenas más generosos.
Aristarco de Samotracia (c. 216-145 a. C.) fue el sexto bibliotecario y también tutor de los hijos de Ptolomeo VI Filométor. Se ganó la reputación de ser posiblemente el más grande de todos los eruditos antiguos, y escribió no solo poemas de estilo clásico y obras en prosa, sino también hipomnemata (en griego antiguo: ὑπομνήματα) completos, es decir, comentarios extensos e independientes sobre otras obras (un fragmento de uno de los comentarios de Aristarco sobre las Historias de Heródoto sobrevivió en un fragmento de papiro). Estos comentarios por lo general citaban un pasaje de un texto clásico, explicaban su significado, ofrecían una definición de las palabras inusuales que se habían utilizado, e indicaban si las palabras del pasaje eran realmente las utilizadas por el autor original o si eran interpolaciones añadidas posteriormente por los escribas. Hizo muchas contribuciones sobre distintos temas, pero particularmente al estudio de poemas homéricos; además de organizar la Ilíada y la Odisea con las divisiones y subdivisiones con las que las conocemos, durante siglos sus opiniones editoriales fueron citadas por los autores antiguos como autoritativas. En el año 145 a. C. Aristarco se vio envuelto en una disputa dinástica, en la que apoyó a Ptolomeo VII Neo Filopátor como gobernante de Egipto; Ptolomeo VII fue asesinado y Ptolomeo VIII «Fiscón» accedió al trono e inmediatamente castigó a los que habían apoyado a su predecesor, obligando a Aristarco a huir de Egipto y refugiarse en Chipre. Ptolomeo también expulsó de Alejandría a otros eruditos extranjeros.

## Declive

### Las expulsiones de Ptolomeo VIII

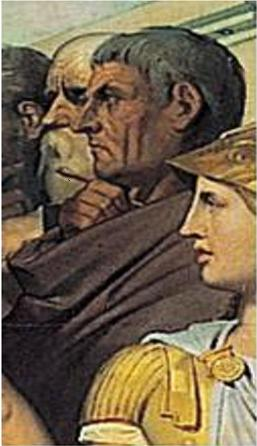
Aristarco de Samotracia, su sexto bibliotecario, fue uno de los mayores eruditos de la Antigüedad.

La expulsión de los eruditos alejandrinos por parte de Ptolomeo VIII fue parte de un proceso más amplio de persecución de la clase dominante alejandrina, y causó una diáspora de la erudición helenística. Los estudiosos de la Biblioteca de Alejandría, y sus estudiantes, continuaron investigando y escribiendo tratados, pero la mayoría ya no están vinculados a la Biblioteca, sino que se dispersaron primero por el Mediterráneo oriental y posteriormente también por el Mediterráneo occidental. Un discípulo de Aristarco, Dionisio de Tracia (c. 170-90 a. C.), estableció una escuela en la isla griega de Rodas. Dionisio escribió el primer libro sobre gramática griega, Tékhne Grammatiké, una guía para hablar y escribir de manera clara y precisa. Los romanos utilizaron este libro como referente para sus textos gramaticales, que siguió siendo el principal manual de gramática para los estudiantes de griego hasta el siglo XII, y en nuestros días sigue sirviendo como guía gramatical de muchos idiomas. Otro discípulo de Aristarco, Apolodoro de Atenas (c. 180-110 a. C.), se trasladó a Pérgamo, el mayor rival de Alejandría como epicentro de la cultura griega, donde se dedicó a la enseñanza y a la investigación. Esta diáspora llevó al historiador Menecles de Barca a comentar con sarcasmo que Alejandría se había convertido en maestra tanto de griegos como de bárbaros.
En Alejandría a partir de mediados del siglo II a. C. el dominio ptolemaico en Egipto experimentó una creciente inestabilidad. Enfrentados a los constantes disturbios sociales y otros problemas políticos y económicos, los últimos gobernantes ptolemaicos no dedicaron la misma atención al Museion que sus predecesores. El prestigio tanto de la biblioteca como de su bibliotecario disminuyó. Distintos gobernantes ptolemaicos posteriores utilizaron el puesto de bibliotecario como recompensa política para sus partidarios más leales. Ptolomeo VIII nombró como bibliotecario a un hombre llamado Cidas, descrito como lancero y posiblemente uno de sus guardias de palacio; Ptolomeo IX, que gobernó de 88 a 81 a. C., se dice que le otorgó al puesto a uno de sus partidarios políticos. El puesto de máximo responsable de la biblioteca perdió tanto de su antiguo prestigio que incluso los autores de la época dejaron de registrar los nombres y mandatos de sus ocupantes.
Un cambio en la erudición griega general ocurrió alrededor del comienzo del siglo I a. C.. Para esa época, los principales poemas clásicos habían sido finalmente estandarizados y se había escrito extensos comentarios en los textos de los principales autores literarios de la Antigüedad clásica. Consecuentemente, quedaba muy poco que los eruditos pudieran aportar de manera original a estos textos. Varios eruditos empezaron a producir síntesis y reelaboraciones de los comentarios de los eruditos alejandrinos de siglos anteriores, a expensas de su propia originalidad. Otros eruditos se dirigieron a ramas distintas y comenzaron a escribir comentarios sobre textos poéticos de autores postclásicos, incluyendo poetas alejandrinos como Calímaco y Apolonio de Rodas. Entretanto, la erudición alejandrina fue introducida a Roma probablemente en el siglo I a. C. por Tiranión de Amisos (aprox. 100 a. C.-25 a. C.), un estudiante de Dionisio de Tracia.

### El incendio de Julio César
En el año 48 a. C., durante la segunda guerra civil de la República romana, Julio César se encontraba sitiado en Alejandría y sus soldados prendieron fuego a sus propias naves con la intención de bloquear a la flota del hermano de Cleopatra, Ptolomeo XIV. El fuego se extendió a las zonas de la ciudad más próximas a los muelles, causando una considerable devastación. El dramaturgo y filósofo estoico romano del siglo I Séneca, citando el Ab Urbe condita de Tito Livio, escrito entre 63 y 14 a. C., afirmaba que el incendio iniciado por César destruyó cuarenta mil obras de la Biblioteca de Alejandría. El platonista ecléctico Plutarco escribió en Vida de César «Cuando el enemigo intentaba cortar su comunicación por mar, [César] se vio obligado a evitar ese peligro prendiendo fuego a sus propias naves, las cuales, después de quemar los muelles, se propagaron desde allí y destruyeron la gran biblioteca». Sin embargo Floro y Lucano solo mencionan que las llamas quemaron la propia flota y algunas «casas cerca del mar».
El historiador romano Dion Casio escribió que «Muchos lugares se incendiaron, con el resultado de que, junto con otros edificios, se quemaron los astilleros y los almacenes de grano y libros, que se dice que son grandes en número y de la mejor calidad». Algunos especialistas han interpretado este texto de Dion Casio como una indicación de que el incendio no destruyó realmente toda la biblioteca, sino probablemente solo un almacén situado cerca de los muelles, que según Galeno se utilizaba para depositar rollos de papiro, probablemente hasta que se catalogaran y se añadieran a los fondos de la biblioteca. De hecho, esto es lo que en general se desprende de las fuentes cronológicamente más cercanas al incendio, y en cualquier caso fuera cual fuese la devastación que hubiera causado parece claro que la biblioteca no fue completamente destruida. El geógrafo Estrabón hace mención a su presencia en la biblioteca entre los años 25 y 20 a. C., poco más de dos décadas después del asedio a César y ni siquiera hace mención a las huellas del incendio, lo que indica que sobrevivió con pocos daños o que fue reconstruida poco tiempo después. Sin embargo, la forma en que Estrabón habla del Museion muestra que no era ni mucho menos tan prestigiosa como lo había sido unos pocos siglos antes.

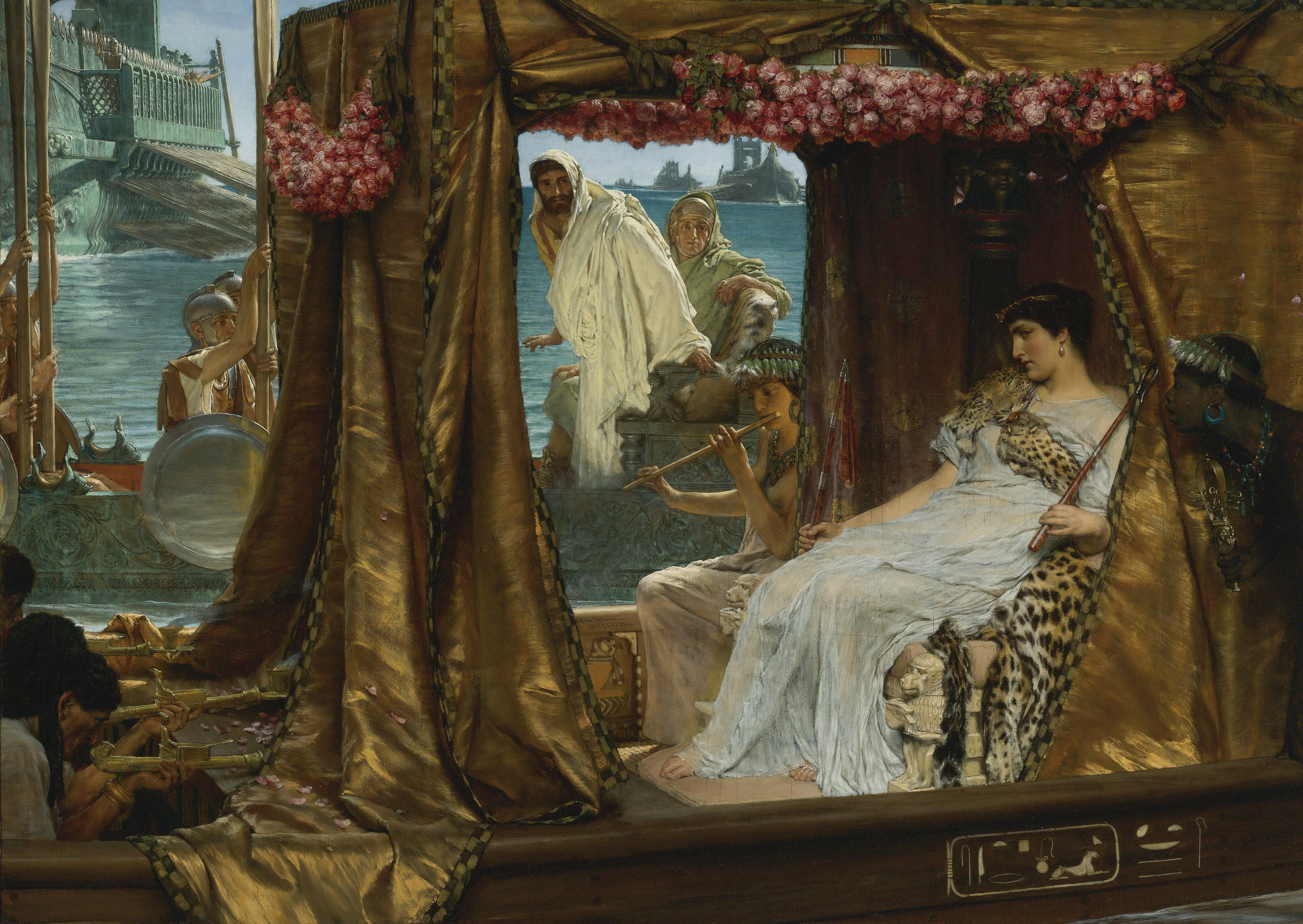
Según Plutarco, se decía que Marco Antonio le regaló a Cleopatra los doscientos mil volúmenes de la Biblioteca de Pérgamo para la Biblioteca de Alejandría.

Según afirma Plutarco en su Vida de Marco Antonio, en los años anteriores a la batalla de Accio, en 33 a. C., se rumoreaba que Marco Antonio había obsequiado a Cleopatra con los doscientos mil volúmenes que componían la Biblioteca de Pérgamo, que se incorporaron a los fondos de la Biblioteca de Alejandría. Sin embargo el propio Plutarco hace notar que su fuente para esta anécdota podría no ser fiable, y posiblemente se tratara de mera propaganda con la intención de demostrar que Marco Antonio era leal a Cleopatra y a Egipto, en lugar de a Roma. Historiadores como Edward J. Watts consideran que la donación de Marco Antonio pudo ser un medio para reponer los fondos de la biblioteca tras los daños causados por el incendio de César, que había ocurrido unos quince años antes. En cualquier caso, autores contemporáneos como Lionel Casson sostienen que incluso si la historia fuera inventada, no habría sido creíble a menos que la biblioteca siguiera existiendo.
Otra prueba de la existencia de la biblioteca después del año 48 a. C. proviene del comentarista más notable de finales del siglo I a. C. y principios del I d. C., un erudito que trabajaba en Alejandría llamado Dídimo de Alejandría. Se dice que escribió entre tres y cuatro mil obras, lo que lo convertiría en el escritor más prolífico de la Antigüedad. Partes de los comentarios de Dídimo se han conservado en citas posteriores y estos pasajes son una de las fuentes más importantes de información de los historiadores contemporáneos sobre las obras de antiguos eruditos de la Biblioteca de Alejandría. Casson afirma que la prodigiosa producción de Dídimo «habría sido imposible sin al menos una gran parte de los recursos de la biblioteca a su disposición».

### Período romano

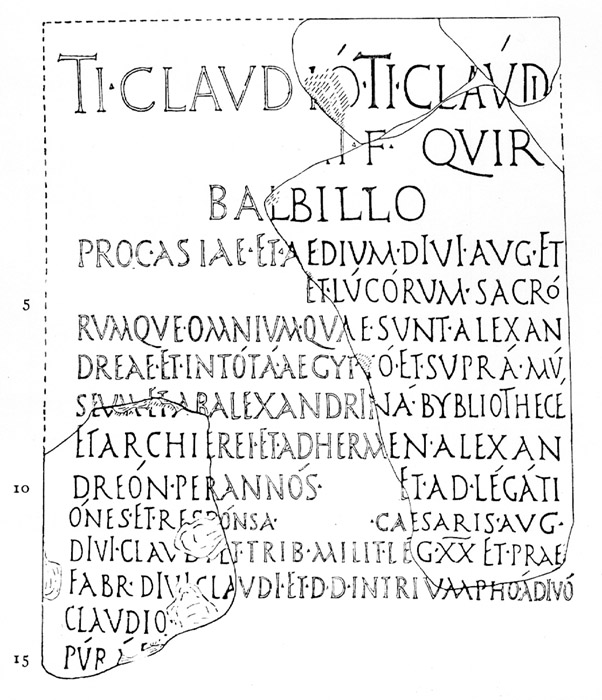
Documento romano sobre Tiberio Claudio Balbilo, que menciona la existencia de la biblioteca en esa época (56 d. C.).

Se sabe muy poco sobre la Biblioteca de Alejandría en tiempos del Principado romano. Aparentemente Augusto mantuvo la tradición de nombrar al sacerdote responsable de la biblioteca, y Claudio encargó la ampliación del edificio que la albergaba. A principios del siglo II, Suetonio escribió que Domiciano, con el propósito de reabastecer las bibliotecas romanas, ordenó la compra y transcripción de libros que se incorporaron a los fondos de la biblioteca.
Aparentemente el destino de la biblioteca estuvo ligado al de la propia ciudad de Alejandría. Tras su incorporación al dominio romano, su prestigio fue disminuyendo paulatinamente, al igual que el de su biblioteca. Aunque el Museion continuaba existiendo, la pertenencia a esta institución no se concedía por razones académicas, sino sobre la base de la distinción en el gobierno, las fuerzas armadas o incluso el atletismo. Lo mismo ocurrió con el puesto de bibliotecario jefe; el único de esa época del que se tiene constancia es un hombre llamado Tiberio Claudio Balbilo, un importante político, administrador y astrólogo, pero sin antecedentes de logros académicos reseñables. Para ser miembro del Museion ya no era necesario enseñar, investigar o incluso vivir en Alejandría; el escritor griego Filóstrato señaló que el emperador Adriano, que gobernó de 117 a 138, nombró a los sofistas Dionisio de Mileto y Polemón de Laodicea como miembros del Museion, aunque nunca permanecieron un tiempo significativo en Alejandría.
Si bien la biblioteca y Museion continuaron generando conocimiento, como es el caso de los trabajos de Claudio Ptolomeo, que vivió en Alejandría en esa época y se supone que pasó gran parte de su tiempo trabajando e investigando en la biblioteca, o de Galeno, Herón y Papo de Alejandría, pero es innegable que su reputación académica estaba disminuyendo, mientras que la de otras bibliotecas del Mediterráneo estaba aumentando. También se crearon otras bibliotecas en la misma ciudad de Alejandría, y es posible que algunos volúmenes de la gran biblioteca se transfirieran a algunas de estas bibliotecas más pequeñas. Se sabe que el Caesareum y el Claudianum en Alejandría albergaron importantes bibliotecas hasta finales del siglo I a. C.., y que la biblioteca filial del Serapeum probablemente también se amplió durante este período.
En el siglo II a. C.., Roma se hizo menos dependiente de la producción agrícola egipcia y durante este período los romanos también perdieron interés en Alejandría como centro cultural. La reputación de la biblioteca siguió decayendo al convertirse Alejandría en una mera ciudad de provincias. Los eruditos que trabajaron y estudiaron en la Biblioteca de Alejandría durante el periodo romano eran menos conocidos que los que estudiaron allí durante el periodo ptolemaico y, a la larga, el término «alejandrino» se convirtió en sinónimo de edición y corrección de textos y redacción de comentarios sintéticos a partir de los de eruditos anteriores, con connotaciones de melancolía, monotonía y carencia de originalidad. Quizás el último científico notable que investigó en la biblioteca y el Museion fue el matemático Diofanto de Alejandría, considerado uno de los padres del álgebra.

## Teorías sobre su destrucción
Finalmente, todo indica que una sucesión de episodios violentos a lo largo del siglo III pondría fin a la ya de por sí deteriorada biblioteca. Como parte de las represalias por las acciones de resistencia de Alejandría contra la dominación romana, en el año 215 el emperador romano Caracalla suprimió la financiación al Museion y a los miembros de su comunidad. Es posible que esta institución y su biblioteca hayan sobrevivido durante algún tiempo, pero ciertamente con precariedad y sin motivar a nuevos e importantes investigadores a unirse a ellas. Las últimas referencias que se conocen sobre los miembros de Museion se remontan a la década de 260.
En el año 272 el emperador romano Aureliano combatió para recuperar la ciudad de Alejandría de las fuerzas de la reina Zenobia, del escindido Imperio de Palmira. Durante los combates las tropas romanas destruyeron completamente el distrito de Brucheion, en el que se encontraba la biblioteca, y, si es que el Museion y la biblioteca todavía existían por entonces, es casi seguro que fueron destruidos durante el ataque. En el caso de que hubieran sobrevivido, que sería en una situación muy precaria, lo que quedara de estas instituciones habría sido destruido durante el asedio de Alejandría por las tropas del emperador Diocleciano.
Todo esto, sin contar los desastres naturales que azotaron la zona. Particularmente devastador fue el terremoto de Creta en julio del 365, que fue seguido horas después de un tsunami que devastó particularmente las costas de Libia y Alejandría, y obviamente con consecuencias catastróficas que terminarían con lo que pudo quedar de la biblioteca.

### El Serapeum

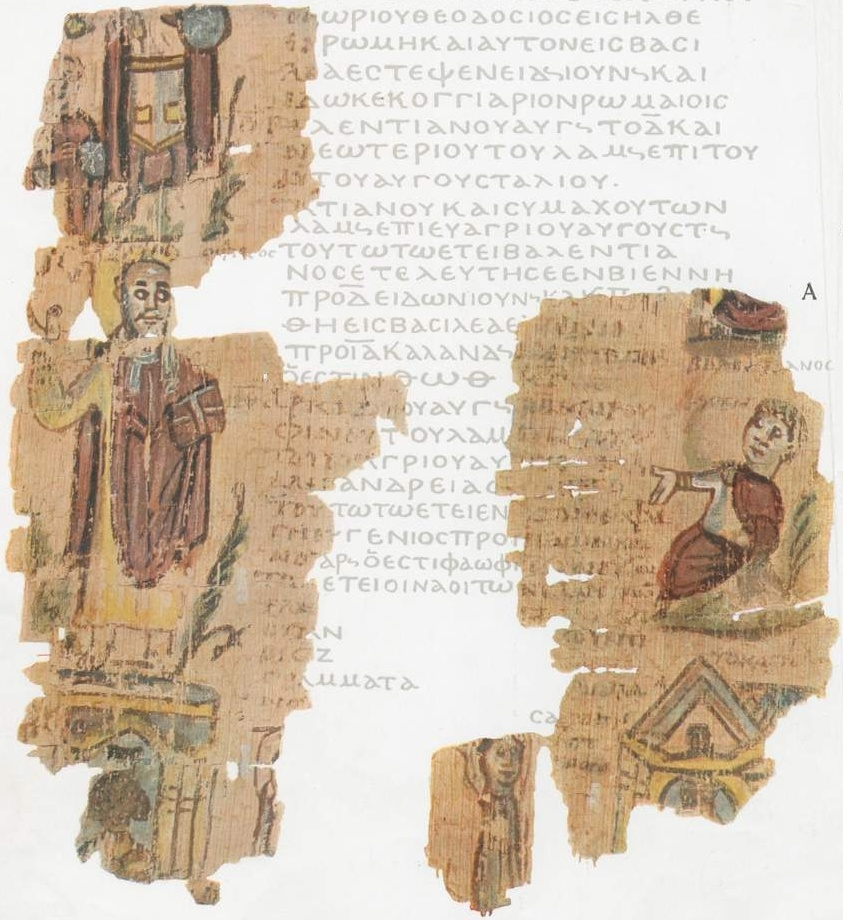
Dibujo de la Chronographia Golenischevensis que representa al patriarca Teófilo de Alejandría, evangelio en mano, erguido triunfalmente sobre el Serapeum (391 d. C.).

Referencias dispersas indican que, en algún momento del siglo IV, una institución conocida como el «Museion» pudo haber sido restablecida en un lugar diferente en algún lugar de la ciudad de Alejandría, aunque no se sabe nada sobre las características de esta organización. Puede que poseyera algunos recursos bibliográficos, pero cualesquiera que fueran, no eran comparables a los de su predecesora. A finales del siglo I a. C. , el Serapeum seguía siendo un importante lugar de peregrinación para los paganos, y su biblioteca era probablemente la mayor colección de libros de la ciudad de Alejandría. Además de poseer la biblioteca más grande de la ciudad, el Serapeum seguía siendo un templo en pleno funcionamiento y contaba con aulas para que los filósofos impartieran clases. Por su naturaleza tendería a atraer a los seguidores del neoplatonismo, especialmente en su vertiente jámblica; la mayoría de estos filósofos se interesaron principalmente por la teúrgia, el estudio de los rituales de culto y las prácticas religiosas esotéricas. Así, el filósofo neoplatónico Damascio (c. 458-538) registra que un hombre llamado Olimpo vino de Cilicia para impartir clases en la Terapéutica, donde enseñó a sus alumnos «las reglas del culto divino y de las prácticas religiosas antiguas».
En el año 391 un grupo de obreros cristianos descubrió los restos de un antiguo mitreo en Alejandría. Entregaron algunos de los objetos de culto encontrados al papa copto local, Teófilo de Alejandría, quien hizo que estos objetos se exhibieran por las calles y fueran ridiculizados. Los paganos de Alejandría se indignaron por este acto de profanación, especialmente los profesores del Serapeum que enseñaban filosofía neoplatónica y teúrgia, que tomaron las armas y lideraron a sus estudiantes y otros seguidores en un ataque contra la población cristiana de Alejandría. Como represalia, los cristianos, bajo las órdenes de Teófilo, vandalizaron y demolieron el Serapeum. La hipótesis de que la Biblioteca de Alejandría fuera destruida en ese momento ha tenido cierto crédito entre los historiadores del pasado, pero en la actualidad se considera poco factible, ya que ninguno de los relatos de la destrucción del Serapeum menciona nada acerca de una biblioteca y fuentes escritas anteriores a su destrucción hablan de su colección de libros en tiempo pasado, lo que indica que probablemente no contaba con ninguna colección significativa de manuscritos en el momento de su destrucción.

### La escuela de Téon e Hipatia

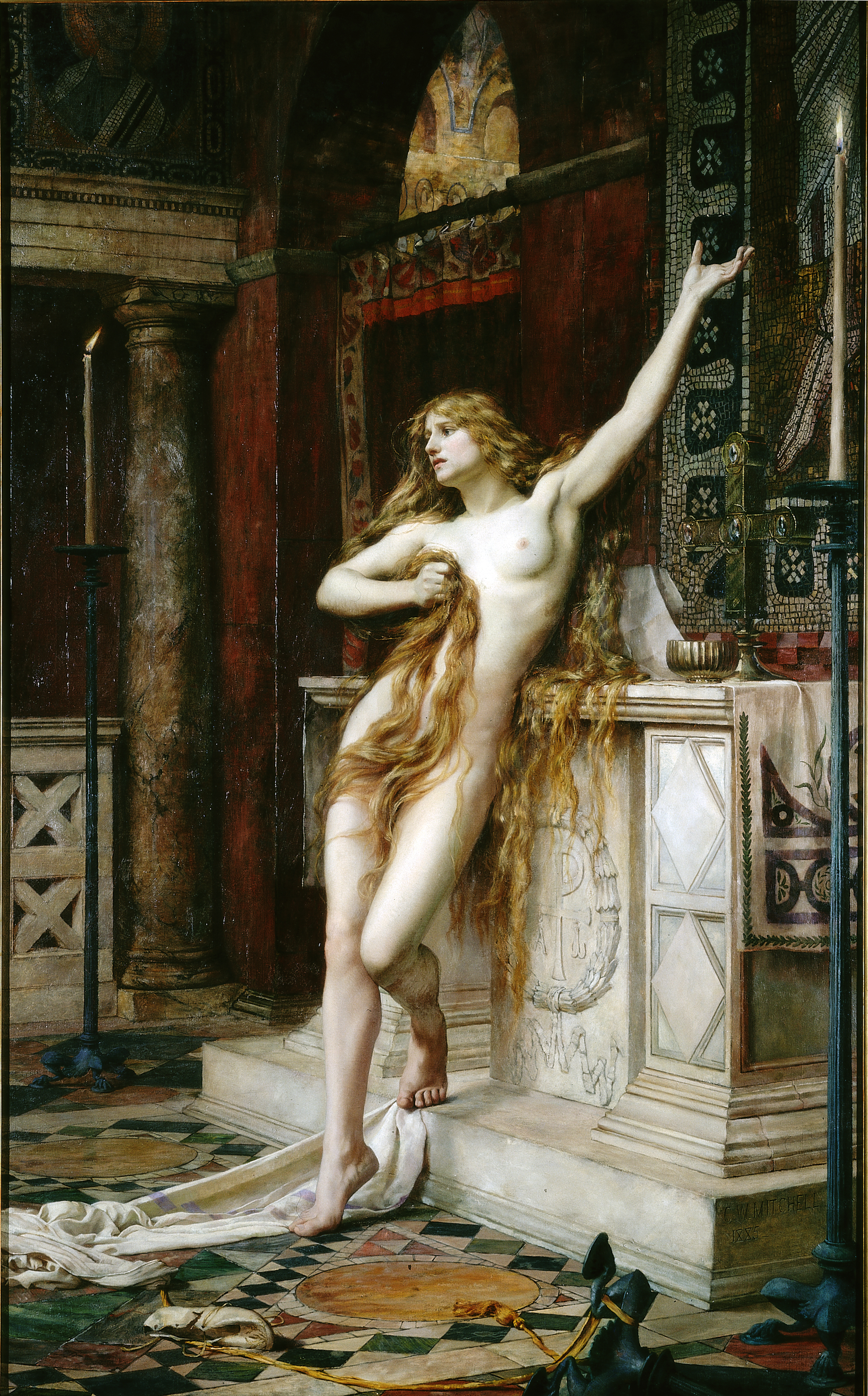
Hipatia en un dibujo de Charles William Mitchell.

La Suda, una enciclopedia bizantina del siglo X, se refiere al matemático Teón de Alejandría (c. 335-405) como «hombre del Museion». Sin embargo, según el historiador Edward J. Watts, Teón probablemente era el director de una escuela llamada «Museion», que se denominó así por el Museion helenístico del que formaba parte la Biblioteca de Alejandría, pero el nombre era la única conexión que tendría con ella. La escuela de Teón era exclusiva, de gran prestigio y doctrinalmente conservadora. Pero no parece que Teón tuviera algún tipo de conexión con los neoplatonistas jámblicos militantes que enseñaban en el Serapeum, sino que por el contrario parece que Teón rechazaba las enseñanzas de Jánblico y se enorgullecía de enseñar un neoplatonismo puro y plotiniano. Alrededor del año 400 su hija Hipatia le sucedió como directora de su escuela y, al igual que su padre, rechazó las enseñanzas de Jámblico y adoptó el neoplatonismo original formulado por Plotino.
Hipatia era muy popular entre las gentes de Alejandría, y ejercía una gran influencia política. Teófilo, el mismo obispo que había ordenado la destrucción del Serapeum, toleró su escuela e incluso animó a dos de sus alumnos a hacerse obispos en territorios bajo su autoridad. También respetó las estructuras políticas de Alejandría y no puso objeciones a los estrechos vínculos que Hipatia estableció con los prefectos romanos locales. Pero más tarde Hipatia estuvo implicada en una disputa política entre Orestes, el prefecto romano de Alejandría, y Cirilo, el sucesor de Teófilo. Se corrieron rumores que la acusaban de impedir que Orestes se reconciliara con Cirilo, y en marzo de 415 fue asesinada por una multitud de cristianos encabezada por monjes. Hipatia no dejó sucesores, y su «Museion» desapareció tras su muerte.
A menudo se relaciona a Hipatia con la Biblioteca de Alejandría y su posible destrucción, como en el último episodio de la popular serie de Carl Sagan Cosmos donde se narra un melodramático relato sobre la muerte de Hipatia como resultado del incendio de la «Gran Biblioteca de Alejandría» por parte de cristianos fanáticos pero, aunque si bien es cierto que los cristianos dirigidos por Teófilo prendieron fuego al Serapeum en el año 391, la biblioteca ya había dejado de existir siglos antes del nacimiento de Hipatia.

### El califa Omar
Hipatia no fue la última pagana de Alejandría ni el último filósofo neoplatónico. El neoplatonismo y el paganismo sobrevivieron en Alejandría y en todo el Mediterráneo oriental durante siglos después de su muerte. La egiptóloga británica Charlotte Booth afirma que poco después de la muerte de Hipatia se construyeron nuevos centros de enseñanza en Alejandría, lo que indica que la filosofía todavía se impartía en las escuelas locales, y escritores de finales del siglo V como Zacarías de Mitilene y Eneas de Gaza, hablan de un «Museion» como si ocupara algún tipo de espacio físico en la ciudad. Los arqueólogos han identificado aulas que datan de esta época, situadas cerca pero no en el emplazamiento de Museion ptolemaico, que pueden haber pertenecido al «Museion» al que se refieren estos autores.
Es posible que este nuevo «Museion» sea el protagonista de la difundida historia de que la Biblioteca de Alejandría fue incendiada en el año 640, cuando Alejandría fue conquistada por el ejército musulmán del Amr ibn al-As. Algunas fuentes árabes, incluyendo a los historiadores Abd al-Latif al-Baghdadi, Ibn al-Qifṯī y Abū al-Faraj, describen la destrucción de la biblioteca por orden del califa Omar. El escritor del siglo XIII Bar Hebraeus cita a Omar diciéndole a Juan Filópono: «Si esos libros están de acuerdo con el Corán, no tenemos necesidad de ellos; y si se oponen al Corán, destrúyelos.» Sin embargo, ya en el siglo XVIII el historiador Edward Gibbon en su obra Historia de la decadencia y caída del Imperio romano dudaba de la veracidad de esta historia, y los estudiosos posteriores se han mostrado igualmente escépticos al respecto, debido a las contradicciones que se desprenden de las escasas fuentes históricas de las que se tiene conocimiento sobre la misma, la brecha de tiempo de, como mínimo, quinientos años entre la supuesta destrucción y la primera de estas fuentes, así como los motivos políticos de sus autores.

## Acervo

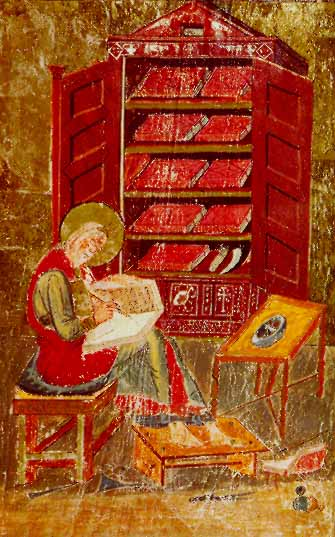
Esdras elaborando un códice.

Inicialmente el fondo de la Biblioteca de Alejandría estaba formado por rollos de papiro y que posteriormente se le añadieron códices. Sin embargo no existen menciones a que incluyera volúmenes de pergamino, tal vez debido a los fuertes vínculos de Alejandría con la producción y el comercio del papiro. Sin embargo la biblioteca desempeñó un papel importante en la difusión de la escritura de este nuevo material porque, debido a su colosal consumo de papiro, sus exportaciones eran escasas. En particular, se cree que Ptolomeo V Epífanes, celoso de la expansión de la Biblioteca de Pérgamo, habría prohibido la exportación de papiro en un intento de reducir el crecimiento de esta biblioteca rival. Por una u otra razón, la escasez de papiro alejandrino parece haber provocado la necesidad de una fuente alternativa de material de copia, especialmente en grandes centros de producción cultural como Pérgamo, ciudad que dio nombre a la tecnología que reemplazaría al papiro, el pergamino.
El catálogo de la biblioteca, los Pinakes de Calímaco, sobrevivió solo en forma de unos pocos fragmentos y no es posible saber con certeza el tamaño y diversidad de sus fondos. En el siglo XII el historiador bizantino Juan Tzetzes escribió, presumiblemente basándose en los comentarios de eruditos que trabajaban en la biblioteca, que cuando se confeccionaron los Pinakes catalogaban cuatrocientos noventa mil volúmenes almacenados en la Biblioteca de Alejandría y cuarenta mil en la del Serapeum. Si además fuera cierto que Marco Antonio donara los doscientos mil volúmenes de Pérgamo a la biblioteca, en el siglo I a. C. habría contado con unos setecientos mil volúmenes, que es la cantidad indicada por Aulo Gelio en el siglo II d. C. Sin embargo, el cálculo del fondo de la biblioteca implica otras cuestiones además del número de volúmenes depositados, como la cantidad distinta de obras que lo componían, ya que la biblioteca contenía numerosas copias de algunas obras clásicas, por lo que la misma obra podría ocupar varios pergaminos, y también podría darse el caso de que un mismo pergamino podría contener más de una obra. La historiadora Diana Delia señala que ninguna cifra aportada en obras de la Antigüedad es fiable. Las bibliotecas antiguas carecían de inventarios asimilables a los actuales, por lo que si los eruditos deseaban contabilizar no tenían los medios ni el tiempo para hacerlo. Sin embargo, algunos estudiosos modernos que han investigado el tema estiman que en la época de Calímaco la biblioteca contaba con entre treinta y cien mil volúmenes. Dado el precio de los manuscritos y su escasez en la época, incluso la menor de estas cantidades constituiría una colección formidable, al menos el doble de la de las mayores bibliotecas del Imperio romano.
| Número de rollos en la biblioteca (según datos aportados por autores antiguos; en números romanos se indican los libros y en números arábigos los capítulos y párrafos) |                |          | |
| Cronista | Fecha          | Cantidad | Notas |
| Aristóbulo | siglo II a. C. | 200 000  | Se reproduce en una conversación entre Ptolomeo II y el bibliotecario Demetrio, donde el erudito afirma haber conseguido 200 000 volúmenes y espera pronto llegar a los 500 000.                                                                    |
| Séneca | siglo I        | 40 000   | Número de libros quemados en el asedio. |
| Plutarco | siglo II       | 200 000  | Rollos tomados por Marco Antonio de la biblioteca de Pérgamo para reconstruir la de Alejandría. |
| Aulo Gelio | siglo II       | 700 000  | Rollos que reunieron los ptolemaicos y se quemaron en el asedio entre romanos y egipcios, pero por accidente. |
| Epifanio | siglo IV       | 54 800   | Basado en una supuesta conversación entre el faraón y Demetrio donde el erudito da esta cifra de rollos que había conseguido. |
| Amiano Marcelino | siglo IV       | 700 000  | Rollos reunidos por los reyes ptolemaicos, pero fueron quemados durante la guerra entre César y los egipcios. Rolfe comenta que probablemente es una exageración, pues la biblioteca seguía existiendo pocos años después en época de Estrabón.     |
| Paulo Orosio | siglo V        | 400 000  | Rollos que ardieron durante el asedio. Sin embargo, el autor menciona que muchos libros se salvaron porque estaban guardados en templos o casas particulares.                                                                                       |
| Isidoro de Sevilla | siglo VII      | 70 000   | Rollos acumulados en la biblioteca en el reinado de Ptolomeo II. |
| Juan Tzetzes | siglo XII      | 490 000  | Demetrio y otros eruditos reunieron en la biblioteca principal ubicada en el complejo del palacio, apodado Bruchión, 400 000 rollos mixtos y 90 000 individuales sin mezclar, y en la biblioteca exterior al complejo, en el Serapeo, otros 42 800. |

Basándose en evidencia arqueológica, el historiador Lionel Casson calculó cuántos rollos podía albergar una biblioteca antigua según su espacio y arquitectura. La del foro de Trajano (Roma) podía albergar 20 000, la del templo de Apolo Palatino (Roma) 6000,, la de las termas de Caracalla (Roma) 7500, la de Adriano (Atenas) 10 000, la de Celso (Éfeso) 3000, la de Herculano 1700 y la del templo de Atenea (Pérgamo) 30 000. Todas estas grandes bibliotecas públicas fueron financiadas por monarcas y formaban parte de complejos más grandes, como templos o edificios de gobierno; la de Herculano es la única privada y pertenecía a una familia muy rica. Respecto de las estimaciones antiguas sobre la biblioteca de Alejandría, Séneca, quien escribió cuando la edad dorada de la biblioteca había pasado, posiblemente da la cifra más realista.
Al igual que con el cálculo de los volúmenes que contenía, la cuestión de qué obras formaban parte de su catálogo tampoco goza de un consenso significativo, y los intentos de conocer el contenido sus fondos se basan en referencias escasas y en suposiciones. Teniendo en cuenta el enfoque inicial de la biblioteca hacia las obras que constituían la base de la educación helenística, se supone que contaba con una extensa colección de obras de poetas y filósofos griegos de la Antigüedad, incluidas muy probablemente varias obras que no han perdurado hasta nuestros días, de autores como Esquilo (de las cuales solo siete de las noventa que se estima que escribió han sobrevivido hasta la actualidad); Sófocles (siete de más de cien); Eurípides (diecinueve de noventa y dos), o Aristófanes (doce de cuarenta). También se supone que la biblioteca fue el principal repositorio de obras de los autores que trabajaron allí, especialmente Calímaco y los bibliotecarios que la dirigían. Esto incluye, por ejemplo, la obra en la que Aristarco de Samos concluye que la Tierra orbita el Sol, conocimiento que se perdería hasta su redescubrimiento por Nicolás Copérnico y Galileo Galilei; los trabajos en los que el ingeniero Herón de Alejandría sienta las bases para la creación de turbinas y motores, en algunos casos anticipándose a la Edad Moderna; los primeros trabajos sobre anatomía de Herófilo, en los que se aparta de la tradición aristotélica alegando que el cerebro sería el centro de la inteligencia, describe los sistemas nervioso y digestivo y diferencia los músculos de los tendones y las venas de las arterias; o los primeros trabajos sobre fisiología de Erasístrato, que contienen descripciones detalladas del corazón humano, incluidas sus válvulas y su funcionamiento y del sistema circulatorio. Fuentes históricas indican que la biblioteca tenía la mayoría de las obras de Hiparco de Nicea, fundador de la trigonometría y posiblemente el astrónomo más importante de la Antigüedad;; la mayoría de las obras sobre Hipócrates y el conjunto del Corpus hippocraticum original, que se elaboró en ella; el conjunto del léxico instrumental de Nicandro; volúmenes sobre la historia de la geometría y la aritmética de Eudemo de Rodas; obras precursoras en el campo de la balística de Filón de Bizancio; o numerosos volúmenes sobre ingeniería, incluidas obras de Ctesibio. Asimismo, hay motivos para creer que la biblioteca incluyó en sus fondos muchas obras sobre religión, en particular las obras más importantes de la religión del Antiguo Egipto elaboradas por Manetón; obras completas de Hermipo de Esmirna sobre el zoroastrismo; obras de Beroso el Caldeo sobre la historia y la religión de Babilonia; obras antiguas sobre el budismo provenientes de las relaciones de la dinastía ptolemaica con el rey indio Aśoka; y obras sobre el judaísmo, provenientes de la amplia población judía de Alejandría, que incluía autores como Filón de Alejandría.

## Restos arqueológicos
Aunque Alejandría fue una ciudad de gran riqueza y un importante centro cultural de la Antigüedad, que captó el interés de autores y estudiosos a lo largo de los siglos, su patrimonio arqueológico ha sido relegado históricamente a un segundo plano por los investigadores de la Antigüedad clásica, que se centraron en los templos más accesibles de Grecia y de los ricos complejos funerarios a lo largo del río Nilo. El arqueólogo británico D. G. Hogarth, tras una infructuosa excavación en la región a finales del siglo XIX, dijo que «no esperéis nada de Alejandría» y recomendó a sus colegas que se olvidaran de Alejandría para concentrarse en Grecia y Asia Menor. Esta situación comenzó a cambiar a mediados del siglo XX. En los años 1950, la arqueóloga subacuática Honor Frost estaba convencida de que vestigios del gran Faro de Alejandría estaban dispersas por el fondo del océano en torno al fuerte de Qaitbey y, en el marco de la guerra de los Seis Días, encabezó una misión de reconocimiento de la Unesco en la zona. Esta misión reveló que al menos parte de las ruinas del faro y los palacios de Alejandro y Ptolomeo I se encontraban en la región; a pesar de este hallazgo, no se llevó a cabo ningún trabajo más preciso de prospección del patrimonio local.
En la década de 1990, las obras realizadas por el gobierno egipcio para reducir la erosión de los fondos marinos locales suscitaron un mayor interés por los objetos históricos de la zona. Durante la filmación de un documental, el arqueólogo francés Jean-Yves Empereur observó enormes bloques de piedra, columnas y estatuas en las aguas del antiguo puerto. Con el apoyo de los gobiernos de Egipto y Francia, entre 1994 y 1998 se llevó a cabo una importante labor de recopilación y catalogación de objetos en el lugar. Estos trabajos permitieron la catalogación de más de tres mil objetos, y en 2007 había otros dos mil pendientes de registro. Se descubrieron enormes bloques cilíndricos de piedra, sin duda pertenecientes al faro; columnas y esculturas que adornan esta estructura; estatuas y piezas que decoran los palacios de la dinastía ptolemaica (entre ellas, algunas de las que datan del reinado de Ramsés II); estatuas de gran tamaño (algunas de más de doce metros de altura); cinco obeliscos y treinta esfinges. Paralelamente, el arqueólogo Franck Goddio trazó un mapa de parte de la antigua Alejandría, hundida bajo el nivel del mar, y arrojó luz sobre lo que probablemente fue el palacio de Cleopatra en la isla de Antírodes.
A pesar de estos esfuerzos, hasta las primeras décadas del siglo XXI no se anunciaron descubrimientos arqueológicos relacionados directamente con la Biblioteca de Alejandría. Esto se debe sobre todo a que su ubicación exacta en la zona palaciega sigue sin conocerse.

## Legado
Ya en su época suscitó el interés del público en general, convirtiendo a su ciudad anfitriona en el principal centro de la intelectualidad helénica; contribuyó a poner en valor el conocimiento almacenado en los textos escritos, así como a fomentar las iniciativas encaminadas a preservarlo y a difundirlo. La Biblioteca de Alejandría ha contribuido a reforzar una tradición que considera la palabra escrita «un don del pasado y un legado para el futuro». Pero también fue más que un famoso repositorio de textos, ofreciendo «oportunidades sin precedentes para la erudición y la investigación científica» al proporcionar las herramientas básicas para la generación de conocimiento. Su modelo de «biblioteca de investigación» ejerció una profunda influencia y se extendió por todo el mundo helénico, incluidas Antioquía, Cesarea y Constantinopla, que desempeñarían un destacado papel en la preservación de la cultura griega en el seno del imperio bizantino. A finales del período helenístico, casi todas las grandes ciudades del Mediterráneo oriental contaban con una biblioteca pública de este tipo, al igual que muchas ciudades de tamaño medio. Durante la época romana la cantidad de bibliotecas incluso aumentó, y en el siglo I a. C. la ciudad de Roma tenía al menos dos docenas de bibliotecas públicas. En la Antigüedad tardía, cuando el imperio romano se convirtió al cristianismo, se fundaron bibliotecas cristianas, inspiradas directamente en la Biblioteca de Alejandría y otras grandes bibliotecas paganas, en toda la parte oriental del imperio, donde se hablaba la lengua griega.
Ejerció un profundo y duradero impacto en distintas ramas del conocimiento. En un contexto en el que las copias eran numerosas y de contenido diverso, ya en sus primeros siglos de existencia se hizo famosa por establecer patrones de texto para las obras de autores griegos clásicos, y durante siglos fue un centro de referencia en el establecimiento de estándares editoriales para obras de poesía y prosa, que más tarde se aplicarían a innumerables obras de diferentes ciencias y autores. Los patrones empíricos desarrollados en la biblioteca la convirtieron en uno de los primeros y sin duda más importantes centros de crítica textual, actividad que contribuyó además a su propia financiación y a hacerla rentable. Dado que a menudo existían múltiples versiones de una misma obra, la crítica textual desempeñó un papel crucial en la determinación de la veracidad y la exactitud de las copias, así como en la identificación de su fidelidad a los originales. Una vez identificadas las copias más fieles, se reproducían y luego se vendían a ricos eruditos, reyes y bibliófilos de todo el mundo conocido. Los intelectuales de la biblioteca y el Museion desempeñaron un papel destacado en múltiples artes y ciencias, y su influencia se extendió más allá de los miembros de la propia Escuela catequística de Alejandría. Mientras que eruditos como Calímaco, Apolonio de Rodas o Teócrito se encontraban entre los poetas más influyentes de toda la Antigüedad e hicieron valiosas contribuciones a la literatura, por su parte numerosos académicos de la biblioteca desempeñaron un papel significativo en el establecimiento de modelos y teorías en matemáticas, geografía, astronomía, ingeniería, medicina, gramática, filosofía y otras ciencias que influenciaron a las generaciones de eruditos posteriores y que, en muchos casos, permanecieron sin cambios durante siglos; en algunos casos, las teorías y métodos elaborados en Alejandría se mantuvieron invariables incluso hasta el Renacimiento.
Algunos autores consideran que los mitos en torno a la destrucción de la biblioteca por paganos, cristianos y musulmanes, habrían contribuido a la promoción del conocimiento inspirando, a través de imagen de sus tesoros literarios en llamas, un «sentimiento de pérdida cultural incalculable», incluso mucho tiempo después. Aunque esta idea tiene opiniones discrepantes, la Biblioteca de Alejandría sin duda ha captado la imaginación de generaciones posteriores y, como símbolo, encarna algunas de las principales aspiraciones humanas: además de una predecesora de las universidades, se ha descrito como arquetipo de la biblioteca universal, del ideal de preservación del conocimiento y de la fragilidad de este ideal, sobre todo frente al supremacismo religioso.
Quizás el principal legado a largo plazo de la biblioteca pueda residir en el hecho de que, junto con Museion, ha contribuido a establecer la investigación académica como una actividad legítima y a desvinculada de corrientes de pensamiento específicas, evidenciando que, además de ser un ejercicio teórico capaz de dar respuesta a preguntas abstractas, también puede ser de utilidad para las cuestiones de carácter mundano y a las necesidades materiales de las sociedades y los gobiernos. Es posible que en la biblioteca y en el Museion se aplicaran por primera vez los principios del método científico a diversas ramas de la ciencia y que el espíritu crítico de los investigadores alejandrinos, para los que ningún autor estaba por encima de la verificación empírica de sus argumentos, tuvo implicaciones a muy largo plazo. Bajo la premisa de que el papel de la biblioteca y de otras instituciones alejandrinas debe entenderse dentro de su propio contexto histórico y cultural, puede decirse que, bajo la dinastía ptolemaica, tal vez por primera vez la ciencia dejó de ser un mero entretenimiento para pasar a ser una actividad que hay que promocionar, y que justifica el trabajo de planeamiento, la institucionalización y la continuidad de la misma.

### En la cultura
La Biblioteca de Alejandría es la protagonista en documentales televisivos como el episodio The Lost Treasure of the Alexandria Library, que forma parte de la serie Misterios de la antigüedad, emitida por los canales estadounidenses A+E Networks e History Channel, se proyectó en 1996 y trata sobre la biblioteca y su destrucción. El mismo tema se narra en el episodio Library of Alexandria de la serie Misterios de la historia de History Channel que se emitió en 1999. En En la orilla del océano cósmico (1980), primer episodio de la popular serie Cosmos, Carl Sagan trata de forma extensa el tema de la biblioteca y su papel como símbolo de la fragilidad del ideal de preservación del conocimiento; el episodio Sin miedo a la oscuridad de la serie Cosmos: A Spacetime Odyssey, secuela de la anterior, comienza con referencias a la biblioteca y su destrucción, afirmando que habría causado la pérdida de gran parte del conocimiento disponible por entonces.
El suceso del incendio provocado por las tropas de Julio César, que supuestamente destruyó la biblioteca, se recoge en numerosas obras, como el poema de John Lydgate Fall of Princes, escrito entre 1431 y 1438; la ópera Julio César en Egipto (1723), de Georg Friedrich Händel; el poema satírico The Dunciad de Alexander Pope, publicado por primera vez en 1728; la obra teatral César y Cleopatra (1898), de George Bernard Shaw; o la película estadounidense de 1963 Cleopatra, ganadora de cuatro premios Óscar.
Jorge Luis Borges menciona la supuesta destrucción de la biblioteca durante la conquista árabe en su poema Historia de la noche (1977), a través de la orden que el califa Omar habría dado a Juan Filópono. En 2002 el astrofísico y escritor Jean-Pierre Luminet en su obra Le Bâton d'Euclide : Le roman de la bibliothèque d'Alexandrie cita el mismo episodio y describe el papel de Filópono tratando de disuadir a Omar.
Umberto Eco se inspiró en el imaginario colectivo que rodea al incendio de la Biblioteca de Alejandría para describir el incendio de la biblioteca de su novela superventas El nombre de la rosa.
En el argumento del videojuego Tomb Raider: The Last Revelation, lanzado en el año 2000, se incluye el descubrimiento de yacimientos arqueológicos en Alejandría, incluida la biblioteca y los aposentos de Demetrio de Falero.
En la película española Ágora (2009), que se centra principalmente en Hipatia pero tiene como telón de fondo el Serapeum de Alejandría, se menciona la supuesta destrucción de la biblioteca por parte de los cristianos; en la película, Hipatia intenta salvar manuscritos de la biblioteca antes de la destrucción del Serapeum. También aparece en la película Alejandro Magno (2004); en ella se muestra a Ptolomeo I escribiendo sus memorias en la biblioteca y al final de la película se dice que estos recuerdos se perdieron con su destrucción.

### La Bibliotheca Alexandrina

Exterior de la Bibliotheca Alexandrina.

La idea de recuperar la antigua Biblioteca de Alejandría en la era contemporánea fue propuesta por primera vez en 1974, durante el mandato de Nabil Lotfy Dowidar como presidente de la Universidad de Alejandría. En mayo de 1986, el gobierno egipcio pidió al Consejo Ejecutivo de la Unesco la realización de un estudio de viabilidad del proyecto, iniciando así la participación de este organismo intergubernamental y de la comunidad internacional en el proceso de llevar a cabo su construcción. En 1988 la Unesco y el Programa de las Naciones Unidas para el Desarrollo organizaron un concurso de arquitectura a nivel internacional para seleccionar un diseño para la nueva biblioteca. El gobierno egipcio asignó cuatro hectáreas de terreno para su construcción y creó el Alto Comisionado Nacional para la Biblioteca de Alejandría. El por entonces presidente egipcio Hosni Mubarak se interesó personalmente por el proyecto, lo que contribuyó de manera significativa en su avance.
Las obras se iniciaron en 1995 y se inauguró el 16 de octubre de 2002. La Bibliotheca Alexandrina es la más grande de Egipto y una referencia en el norte de África. Funciona como centro cultural y biblioteca moderna y, en la línea de los objetivos de la biblioteca de la Antigüedad, además de la biblioteca principal, con capacidad para ocho millones de volúmenes, el complejo también alberga un centro de conferencias, seis bibliotecas especializadas, cuatro museos, galerías de arte para exposiciones permanentes y temporales, un planetario, un laboratorio de restauración de manuscritos y la Escuela Internacional de Ciencias de la Información, una institución cuyo objetivo es formar profesionales para las bibliotecas de Egipto y otros países de Oriente Medio.

### Primaria
Los libros son citados en números romanos y capítulos y párrafos en números arábigos. Entre paréntesis aparecen los apellidos de los traductores de las ediciones usadas con el año correspondiente y las páginas citadas.
- Amiano Marcelino. Rerum gestarum. Véase en Rolfe, John Carew (1940). The Roman History of Ammianus Marcellinus (en inglés) 2. Cambridge: Loeb Classical Library.
- Aristóbulo. Carta de Aristeas. Véase en Thackeray, Henry St. John (1918). The letter of Aristeas (en inglés). Londres: The MacMillan Company.
- Aulo Gelio. Noctes Atticae. Véase en Rolfe, John Carew (1927). The Attic Nights of Aulus Gellius (en inglés). Cambridge: Harvard University Press.
- Epifanio de Salamina. Peri metron kai strathmon, traducido como «Sobre los pesos y medidas del Antiguo Testamento». Véase en Dean, James Elmer; Sprengling, Martin (1935). Epiphanius' Treatise on Weights and Measures: The Syriac Version (en inglés). Chicago: University of Chicago Press.
- Isidoro de Sevilla. Etymologiae, traducido como «Etimologías». Véase en Barney, Stephen A.; Lewis, W. J.; Beach, J. A.; Berghof, Oliver (2016). The Etymologies of Isidore of Seville (en inglés). Cambridge: Cambridge University Press.
- Juan Tzetzes. Prolegomena de comoedia, traducido como «Introducción a la comedia», compendio bizantino de varios autores sobre obras antiguas. Véase en Kaibel, Georg (1899). Comicorum Graecorum Fragmenta (en griego). Berlín: Weidman. Versión digitalizada en Attalus, traducción griego-inglés por Andrew Smith, 2017.
- Paulo Orosio. Historiæ adversus paganos, traducida como «Historia contra los paganos». Véase en Raymond, Irving Woodworth (1936). Orosius, Histories against the Pagans (en inglés). Nueva York: Columbia University Press.
- Plutarco. Vida de Antonio, parte de Bioi parallēlloi, traducida como «Vidas paralelas». Véase en Perrin, Bernadotte (1920). The Parallel Lives by Plutarch (en inglés) 9. Cambridge: Loeb Classical Library.
- Séneca. De tranquillitate animi. Véase en Basore, John W. (1932). L. Annaeus Seneca. Moral Essays (en inglés) 2. Londres: Heinemann.

### Moderna
- AA. VV. (1923), Forschungen in Ephesos III, Viena: Österreichischen Archäologischen Institut Wien, OCLC 1068052897.
- Misterios de la antigüedad (1996), «The Lost Treasure of the Alexandria Library», IMDb, consultado el 12 de noviembre de 2019.
- Luminet, Jean-Pierre (2005), Le Bâton d'Euclide : Le Roman de la bibliothèque d'Alexandrie, Le liver de Poche, ISBN 2253114715.
- Báez, Fernando (2006), História Universal da Destruição dos Livros: Das tábuas sumérias à guerra do Iraque (Léo Schlafman, trad.), Río de Janeiro: Ediouro, ISBN 8500016574.
- Bagnall, Roger S. (2002), «Alexandria: Library of Dreams», Proceedings of the American Philosophical Society 146 (4): 348-362, JSTOR 1558311.
- Barnes, Robert (2000), «Cloistered Bookworms in the Chicken-Coop of the Muses: The Ancient Library of Alexandria»,  en MacLeod, Roy, ed., The Library of Alexandria: Centre of Learning in the Ancient World, Nueva York; Londres: I. B. Tauris Publishers, pp. 61-78, ISBN 978-1-85043-594-5.
- Berti, Monica; Costa, Virgilio (2009), «The Ancient Library of Alexandria: A Model for Classical Scholarship in the Age of Million Book Libraries», CLIR Proceedings of the International Symposium on the Scaife Digital Library (Lexington): 1-26.
- Bundrick, Sheramy D. (2009), «Dionysian Themes and Imagery in Oliver Stone's Alexander», Helios 36 (1): 81-96, doi:10.1353/hel.0.0018, consultado el 17 de mayo de 2019, (requiere suscripción).
- Bussani, Giacomo Francesco; Haym, Nicola Francesco (2015), Giulio Cesare in Egitto (HWV17), Libretti d'Opera, consultado el 13 de noviembre de 2019.
- Cameron, Alan; Long, Jacqueline; Sherry, Lee (1993), Barbarians and Politics at the Court of Arcadius, Berkeley; Los Ángeles: University of California Press, ISBN 978-0-520-06550-5.
- Canfora, Luciano (1989), A Biblioteca Desaparecida: Histórias da Biblioteca de Alexandria (Frederico Carotti, trad.), São Paulo: Companhia das Letras, ISBN 9788571640511.
- Casson, Lionel (2001), Libraries in the Ancient World, New Haven: Yale University Press, ISBN 978-0-300-09721-4.
- Chatfield, Christopher (2017). «Landmarks of World History: A Chronology of Remarkable Natural Phenomena». The Gallery of Natural Phenomena. Reino Unido: Phenomena.org. pp. 29-92.
- Cherf, William J. (2008), «Earth Wind and Fire: The Alexandrian Fire-storm of 48 B.C.»,  en El-Abbadi, Mostafa; Fathallah, Omnia Mounir, eds., What Happened to the Ancient Library of Alexandria?, Leiden: Brill, ISBN 978-90-474-3302-6.
- Cyrino, Monica S. (2013), Screening Love and Sex in the Ancient World, Nueva York: Palgrave Macmillan, ISBN 978-1-1372-9960-4.
- Delia, Diana (1992), «From Romance to Rhetoric: The Alexandrian Library in Classical and Islamic Traditions», The American Historical Review 97 (5): 1449-1467, JSTOR 2165947, doi:10.1086/ahr/97.5.1449.
- Di Pasquale, Giovanni (2005), «The Museum of Alexandria: myth and model»,  en Beretta, Marco, ed., From Private to Public: Natural Collections and Museums, Sagamore Beach: Science History Publications, pp. 1-12, ISBN 9780881353600.
- Dickey, Eleanor (2007), Ancient Greek Scholarship: A Guide to Finding, Reading, and Understanding Scholia, Commentaries, Lexica, and Grammatical Treatises from Their Beginnings to the Byzantine Period, Oxford: Oxford University Press, ISBN 978-0-19-531293-5.
- El-Abbadi, Mostafa (1991), «Innovation and Originality: In the Literature and Philosophy of Ancient Alexandria», India International Centre Quarterly 18 (4): 145-159, JSTOR 23002253.
- El-Abbadi, Mostafa (1990), The Life and Fate of the Ancient Library of Alexandria (2.ª edición), París: Unesco/UNDP, ISBN 9789231026324.
- Elia, Ricardo H. (2013), «El incendio de la Biblioteca de Alejandría por los árabes: Una historia falsificada», Byzantion nea hellás (32), ISSN 0718-8471, doi:10.4067/S0718-84712013000100002.
- Erskine, Andrew (1995), «Culture and Power in Ptolemaic Egypt: The Museum and Library of Alexandria», Greece and Rome 42 (1): 38-48, JSTOR 643071.
- Escolar Sobrino, Hipólito (2001), La biblioteca de Alejandría (1.ª edición), Madrid: Editorial Gredos, ISBN 978-84-249-2294-8.
- Flower, Derek A. (2002), Biblioteca de Alexandria: As histórias da maior biblioteca da Antiguidade (Otacílio Nunes e Valter Ponte, trad.), São Paulo: Editora Nova Alexandria, ISBN 857492069X.
- Fox, Robert Lane (1986), «Hellenistic Culture and Literature»,  en Boardman, John; Griffin, Jasper; Murray, Oswyn, eds., The Oxford History of the Classical World, Oxford: Oxford University Press, pp. 338-364, ISBN 978-0198721123.
- Garland, Robert (2008), Ancient Greece: Everyday Life in the Birthplace of Western Civilization, Nueva York: Sterling, ISBN 978-1-4549-0908-8.
- Haughton, Brian (1 de febrero de 2011), What happened to the Great Library at Alexandria?, Ancient History Encyclopedia, consultado el 13 de noviembre de 2019 .
- Misterios de la historia (1999), «Library of Alexandria», IMDb, consultado el 12 de noviembre de 2019.
- Kaestner, Eleanor (22 de febrero de 2017), Hollywood and History: Cleopatra (1963), Dickinson Department of Classical Studies, consultado el 12 de noviembre de 2019 .
- Kennedy, George (1999), The Cambridge History of Literary Criticism: Classical Criticism (en inglés) I, Nueva York: University of Cambridge Press, ISBN 9780521300063.
- Kitto, H. D. F.; Taplin, Oliver (2019), Euripides, Encyclopædia Britannica, consultado el 13 de noviembre de 2019, (requiere suscripción).
- Lawler, Andrew (2007), «Raising Alexandria: More than 2,000 years after Alexander the Great founded Alexandria, archaeologists are discovering its fabled remains», Smithsonian Magazine, consultado el 13 de noviembre de 2019.
- Liddell, Henry George; Scott, Robert (1940), «Μουσεῖον», A Greek-English Lexicon, Oxford: Clarendon Press.
- Lyons, Martyn (2011), Books: A Living History, Los Ángeles: Getty Publications, ISBN 978-1-60606-083-4.
- MacLeod, Roy (2000), The Library of Alexandria: Centre of Learning in the Ancient World, Nueva York; Londres: I. B. Tauris Publishers, ISBN 978-1-85043-594-5.
- Magner, Lois (2002), A History of the Life Sciences, Revised and Expanded, Baton Rouge: CRC Press, ISBN 9780203911006.
- Mandelo, Brit (9 de noviembre de 2012), Exploring Carl Sagan’s Cosmos: Episode 1, «The Shores of the Cosmic Ocean», TOR, consultado el 13 de noviembre de 2019 .
- Manguel, Alberto (2008), The Library at Night, New Haven: Yale University Press, ISBN 9780300151305.
- McKeown, J. C. (2013), A Cabinet of Greek Curiosities: Strange Tales and Surprising Facts from the Cradle of Western Civilization, Oxford: Oxford University Press, ISBN 978-0-19-998210-3.
- Meyboom, P. G. P. (1995), The Nile Mosaic of Palestrina: Early Evidence of Egyptian Religion in Italy, Religions in the Graeco-Roman World, Leiden: Brill, ISBN 978-90-04-10137-1.
- Montana, Fausto (2015), «Hellenistic Scholarship»,  en Montanari, Franco; Matthaios, Stephanos; Rengakos, Antonios, eds., Brill's Companion to Ancient Greek Scholarship 1, Leiden; Boston: Koninklijke Brill, pp. 60-183, ISBN 978-90-04-28192-9.
- Murray, Stuart (2009), The Library: An illustrated history, Nueva York: Skyhorse Publishing, ISBN 9781628733228.
- Nelles, Paul (2010), «Libraries»,  en Grafton, Anthony; Most, Glenn W.; Settis, Salvatore, eds., The Classical Tradition, Cambridge; Londres: The Belknap Press of Harvard University Press, pp. 532-536, ISBN 978-0-674-03572-0.
- Ouellette, Jennifer (9 de junio de 2014), «Cosmos' recap: From Alexandria to dark matter», Los Angeles Times, consultado el 13 de noviembre de 2019 .
- Pearse, Roger (11 de septiembre de 2010), Bar Hebraeus, Abd al-Latif, and the destruction of the library of Alexandria, Roger Pearse: Thoughts on Antiquity, Patristics, Information Access and More, consultado el 13 de noviembre de 2019 .
- Pereira, Matthew J. (2010), «Alexandria, Patriarchate of»,  en McGuckin, John Anthony, ed., The Encyclopedia of Eastern Orthodox Christianity, Hoboken: John Wiley & Sons, pp. 1-64, ISBN 9781444392548.
- Phillips, Heather (2010), «The Great Library of Alexandria?», Library Philosophy and Practice (University of Nebraska-Lincoln) (417), ISSN 1522-0222, consultado el 13 de noviembre de 2019.
- Platnauer, Maurice; Taplin, Oliver (2019), Aristophanes, Encyclopædia Britannica, consultado el 13 de noviembre de 2019.
- Polastron, Lucien X. (2007), Books on Fire: The Destruction of Libraries Throughout History (Jon E. Graham, trad.), Rochester: Inner Traditions, ISBN 978-1-59477-167-5.
- Qassem, Abdou Qassem (2008), «The Arab Story Of The Destruction Of The Ancient Library Of Alexandria», What Happened to the Ancient Library of Alexandria? (Leiden: Brill): 208-215, ISBN 9789047433026.
- Reyzábal, Maria Victoria (2004), «Jorge L. Borges: un soñado espejo para su paradójico laberinto», Jorge Luis Borges: La Biblioteca, símbolo y figura del universo, Barcelona: Anthropos Editorial, pp. 53-, ISBN 847658640X.
- Russo, Lucio (1994), «The astronomy of hipparchus and his time: A study based on pre-ptolemaic sources», Vistas in Astronomy 38: 207-248, doi:10.1016/0083-6656(94)90030-2.
- Russo, Lucio (2013), The Forgotten Revolution : How Science Was Born in 300 BC and Why It Had to Be Reborn (Silvio Levy, trad.), Berlín; Heidelberg: Springer, ISBN 9783642189043.
- Schironi, Francesca (2011). «Aristarchus of Samothrace (216-144 BCE)».  En Margalit Finkelberg, ed. The Homer Encyclopedia (en inglés) I. Malden: Wiley-Blackwell. pp. 88-89. ISBN 9781444350302.
- Staikos, Konstantinos (2000), The Great Libraries: From Antiquity to the Renaissance, New Castle; Londres: Oak Knoll Press; British Library, ISBN 978-1-58456-018-0.
- Stock, Brian (1980), «Science, Technology, and Economic Progress in the Early Middle Ages»,  en Lindberg, David C., ed., Science in the Middle Ages, Chicago; Londres: University of Chicago Press, ISBN 978-0-226-48233-0.
- Taplin, Oliver; Woodard, Thomas M. (2019), Sophocles, Encyclopædia Britannica, consultado el 13 de noviembre de 2019.
- Taplin, Oliver; Podlecki, Anthony J. (2019), Aeschylus, Encyclopædia Britannica, consultado el 13 de noviembre de 2019.
- Theodore, Jonathan (2016), The Modern Cultural Myth of the Decline and Fall of the Roman Empire, Mánchester: Palgrave, Macmillan, ISBN 978-1-137-56997-4.
- Thiem, Jon (1979), «The Great Library of Alexandria Burnt: Towards the History of a Symbol», Journal of the History of Ideas 40 (4): 507-526, JSTOR 2709356, doi:10.2307/2709356.
- Tocatlian, Jacques (1991), «Bibliotheca Alexandrina - Reviving a legacy of the past for a brighter common future», International Library Review 23 (3): 255-269, doi:10.1016/0020-7837(91)90034-W.
- Tracy, Stephen V. (2000), «Demetrius of Phalerum: Who was He and Who was He Not?»,  en Fortenbaugh, William W.; Schütrumpf, Eckhart, eds., Demetrius of Phalerum: Text, Translation and Discussion, Rutgers University Studies in Classical Humanities, vol. IX, New Brunswick; Londres: Transaction Publishers, ISBN 978-1-3513-2690-2.
- Unesco (2019), The Alexandria Underwater Museum Project, Unesco Underwater Cultural Heritage, consultado el 13 de noviembre de 2019.
- Watts, Edward J. (2008) [2006], City and School in Late Antique Athens and Alexandria, Berkeley; Los Ángeles: University of California Press, ISBN 978-05-2025-816-7.
- Watts, Edward (2017), Hypatia: The Life and Legend of an Ancient Philosopher, Oxford: Oxford University Press, ISBN 978-0-1906-5914-1.
- Wellman, Amelia (25 de julio de 2017), Amelia’s Gaming Retrospectives: Tomb Raider The Last Revelation, Rogues Portal, consultado el 13 de noviembre de 2019 .
- Wiegand, Wayne A.; Davis, Donald G. Jr. (2015), Encyclopedia of Library History, New York dan London: Routledge, ISBN 9781135787578.